# Aleister Crowley

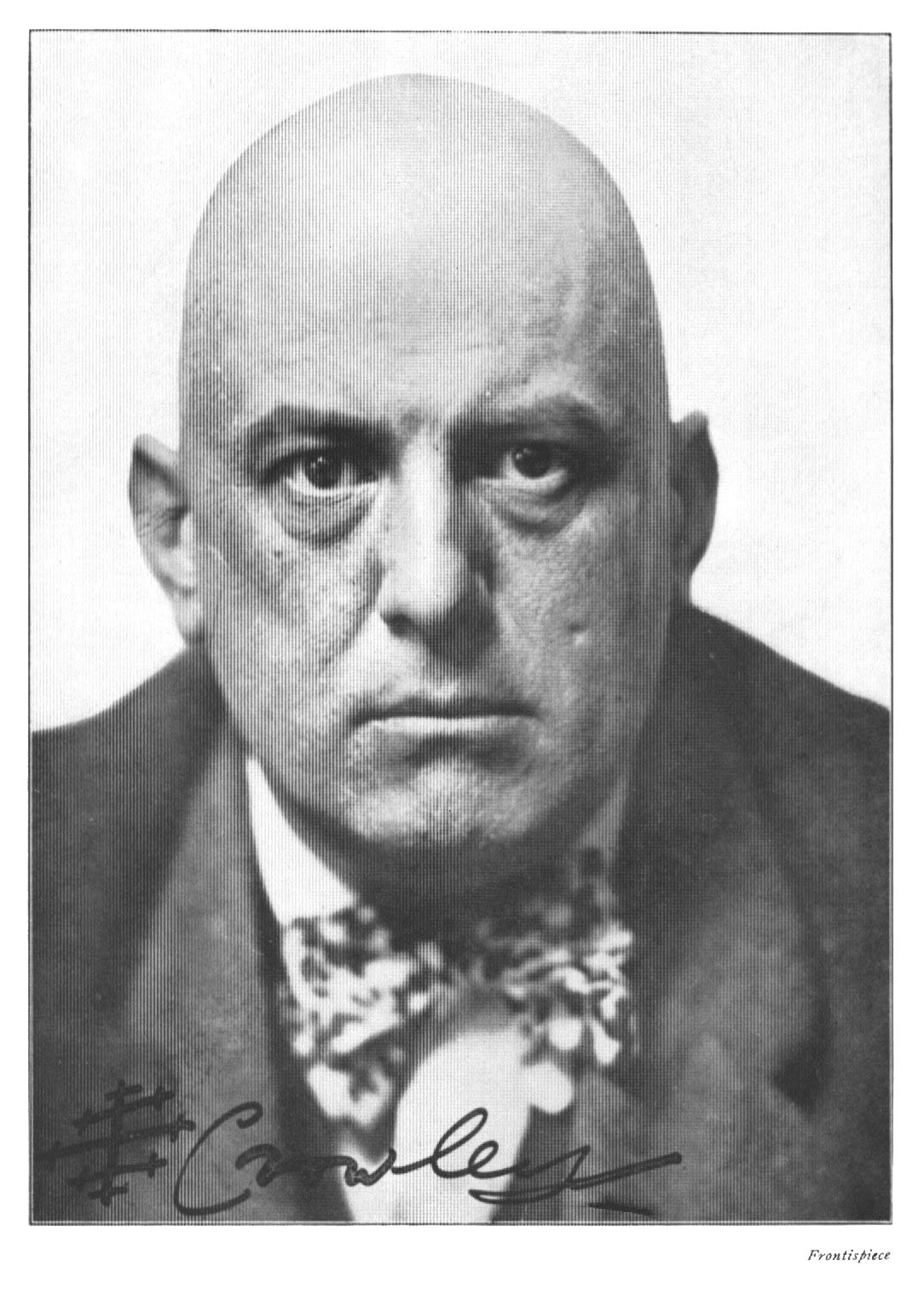
Aleister Crowley (1912)

Aleister Crowley [ˈælɪstə ˈkɹoʊli] (* 12. Oktober 1875 als Edward Alexander Crowley in Leamington Spa; † 1. Dezember 1947 in Hastings, East Sussex) war ein britischer Okkultist, Schriftsteller und Bergsteiger.
Crowley bezeichnete sich als das Große Tier 666. Von 1898 bis 1900 war er Mitglied im Hermetic Order of the Golden Dawn, im Anschluss gründete er eigene Gesellschaften, die zum Teil auf den Konzepten des Golden Dawn aufbauten. 1904 verfasste er das Buch Liber AL vel Legis („Buch des Gesetzes“). Crowleys Beschäftigung mit Sexualmagie brachte ihn in Kontakt mit dem Ordo Templi Orientis (O.T.O.). 1920 gründete er in Cefalù auf Sizilien die Abtei Thelema, die bis zu seiner Ausweisung aus Italien 1923 bestand. 1925 übernahm er de facto die Leitung des O.T.O. 1935 entwarf er das Thoth-Tarot.
In den 1970er Jahren erlangten seine Schriften große postume Popularität, insbesondere das „Buch des Gesetzes“, das zur Leitschrift der neureligiösen Bewegung Thelema wurde.

## Leben

### Familie
Edward Alexander Crowley kam als Sohn von Edward Crowley (1829–1887) und Emily Bertha Crowley (geborene Bishop, 1848–1917) zur Welt. Seine jüngere Schwester Grace Mary Elizabeth Crowley wurde am 29. Februar 1880 geboren und starb wenige Stunden nach ihrer Geburt. Nach Crowleys eigenen Worten war sein Vater der „Sproß eines Stammes wohlhabender Quäker“. Die Brüder des Großvaters hatten eine industrielle Brauerei in Alton und betrieben unter anderem auch eine Kette mobiler Imbissstände mit Bierausschank namens Crowleys Alton Alehouse. Crowleys Vater hatte zwar eine Ausbildung als Ingenieur, übte diesen Beruf jedoch niemals aus, sondern führte das Leben eines Gentleman. Der Wohlstand der Familie stammte freilich letztlich aus dem Brauereigeschäft, auch als 1877 die Brauerei übernommen worden war und Crowleys Vater seine Anteile verkauft hatte, ein Umstand, den Crowley in seiner Autobiographie nicht erwähnt. Erwähnenswert findet er dagegen eine vermutete keltische Abstammung und Verbindung seiner Familie mit einer bretonischen Familie Quérouaille, die sich unter den Tudors in England niedergelassen hatten.
Die Familie der Mutter war mittelständisch. Der Vater von Emily Bishop war ein erfolgreicher Milchfarmer, die Mutter stammte aus einer Familie von Uhrmachern. Sie selbst hatte als Erzieherin gearbeitet, als sie 1874 den wohlhabenden, fast doppelt so alten Edward Crowley heiratete. Ihr Bruder Tom Bond Bishop (1839–1920), der nach dem Tod von Crowleys Vater sein Vormund wurde, war Evangelist und wirkte als Laienprediger. Er gehörte zu den Gründungsmitgliedern der Civil Service Prayer Union und der Children's Special Service Mission. Außerdem gab er die Zeitschriften Our Own Magazine und Scripture Union heraus und verfasste ein Werk mit dem Titel Evolution Criticised.
Der Großvater hatte die Gemeinschaft der Quäker verlassen und war anglikanisch geworden. Die Eltern kehrten der Staatskirche jedoch wieder den Rücken und schlossen sich den Plymouth-Brüdern an, einer um 1830 von John Nelson Darby gegründeten christlich-fundamentalistischen Gemeinschaft, welche sich strikt von der Staatskirche absetzte und jeden Verkehr mit deren Angehörigen mied, eine buchstäbliche Bibelauslegung pflegte und im Sinne des Prämillenarismus glaubte, der Beginn der Endzeit stehe unmittelbar bevor. Die stets von Laien abgehaltenen Gottesdienste fanden im privaten Kreis statt, also auch bei Crowleys. Nach seiner Konversion wurde auch Crowleys Vater ein solcher reisender Evangelist, der missionierend über Land zog, sämtliche Städte und Dörfer Südenglands besuchte und von Tür zu Tür Traktate verteilte.

### Kindheit und Jugend
In dieser durch äußerste Sittenstrenge gekennzeichneten Umgebung wuchs der kleine „Alick“ Crowley auf. Regelmäßig nahm er an Bibellesungen im Familienkreis und auch an den Missionsreisen seines Vaters teil und nahm dessen apokalyptisches Weltbild in sich auf, das ihn bis an sein Lebensende prägen sollte. Er hegte eine Vorliebe für die prophetischen Schriften des Alten und Neuen Testaments, insbesondere die Offenbarung des Johannes. In letzterer Schrift beeindruckten ihn vor allem das aus der Erde aufsteigende Tier mit zwei Hörnern, „das redete wie ein Drache“ (Offb 13,11 ), und „die Frau, bekleidet mit Purpur und Scharlach“ (Offb 17,4 ), am meisten – mythologische Gestalten, die später in seiner magischen Weltanschauung eine zentrale Rolle spielen sollten.
1887 starb Crowleys Vater an Zungenkrebs, für ihn empfand er wenig Liebe, sondern nur Respekt. Die Witwe zog mit ihrem Sohn nach London in die Nähe des Bruders Tom Bond Bishop, der Crowleys Vormund wurde. Mit Beginn der Pubertät begann Crowley sich gegen die strenge Religiosität seiner Familie aufzulehnen. Seine Mutter gab ihn 1888 als 13-Jährigen in das darbystische Internat School for the Sons of Brethren in Cambridge, wo er unter den gewalttätigen Erziehungsmethoden seiner Lehrer litt. Weil Crowley beschuldigt wurde, sich mit einem Schulkameraden homosexuell betätigt zu haben, wurde er von der Schule genommen. Anschließend besuchte er das Malvern College und die Tonbridge School, wo er gesundheitlich zusammenbrach. Auf Empfehlung der Ärzte erhielt er in den folgenden beiden Jahren Hausunterricht. Sein Hauslehrer Archibald Douglas, ein ehemaliger Missionar der Bible Society, machte Crowley, ohne Wissen der Familie, mit Tabak, Alkohol, Glücksspielen und Frauen vertraut. Eine Folge solcher frühen Exkursionen war eine Gonorrhoe, mit der er sich 1893 bei einer Prostituierten in Glasgow infizierte.

### Hinwendung zum Okkultismus und erste politische Aktivitäten
Im Oktober 1895 begann er ein Studium der Geisteswissenschaften am Trinity College der Universität Cambridge. Im 23. Lebensjahr hatte er seine erste homosexuelle Beziehung mit einem Kommilitonen. Er lernte den Bergsteiger Oscar Eckenstein kennen, unter dessen Einfluss er leidenschaftlicher Bergsteiger wurde. In dieser Zeit unternahm er jährlich eine Reise in die Alpen, in den Jahren 1894 bis 1895 erkletterte er u. a. im Alleingang den Eiger, den Mönch und die Jungfrau, was zu Anerkennung in der alpinen Bergsteigergemeinschaft führte. 1895 erschien seine erste Gedichtsammlung Aceldama. Crowley veröffentlichte auf eigene Kosten Bände mit eigener Lyrik, von denen einige günstige Pressekritiken erhielten.
Seine Mutter bezeichnete ihn als Antichrist und beschimpfte ihn schon früh als „Beast“ („Bestie“), das heißt, sie verglich ihn mit dem großen Tier aus der Johannesapokalypse, dessen Zahl 666 ist, ein Titel, den er seinem Charakter entsprechend gerne für sich beanspruchte, da ihm der Satan-Teufel nicht unsympathisch war. In der Silvesternacht 1896 identifizierte sich Crowley in Stockholm so stark mit dieser Figur, dass er beschloss, sich der Magie zu widmen. Crowley komponierte in seiner Jugend Schachaufgaben und schrieb für die Eastbourne Gazette eine Schachkolumne.
1896 erbte Crowley mit 21 Jahren das ansehnliche Vermögen seines Vaters, das ihn wirtschaftlich von der Familie unabhängig machte und ihm ein Leben ohne feste Arbeit ermöglichte. Bereits 1914 hatte er das Erbe fast aufgebraucht. 1896 brach er sein Studium ohne Abschluss ab und begann sich fortan keltisierend Aleister zu nennen. Als er in einem Brief der Unzucht mit jungen Männern bezichtigt wurde, fahndete die Polizei europaweit nach ihm.
Nachdem er das College ohne Abschluss verlassen hatte, beschäftigte er sich mit dem Satanismus. Als er das Buch der Schwarzen Magie (Book of Black Magic and of Pacts) von Arthur Edward Waite erworben hatte, begann er eine Korrespondenz mit dem Autor, der ihm als Lektüre Karl von Eckartshausens Werk Die Wolke über dem Heiligthum empfahl. Im selben Jahr wurde er bei den Jakobiten, die Anhänger der Stuarts waren, politisch aktiv und begann die spanischen Karlisten zu unterstützen.

### Crowley und der Golden Dawn

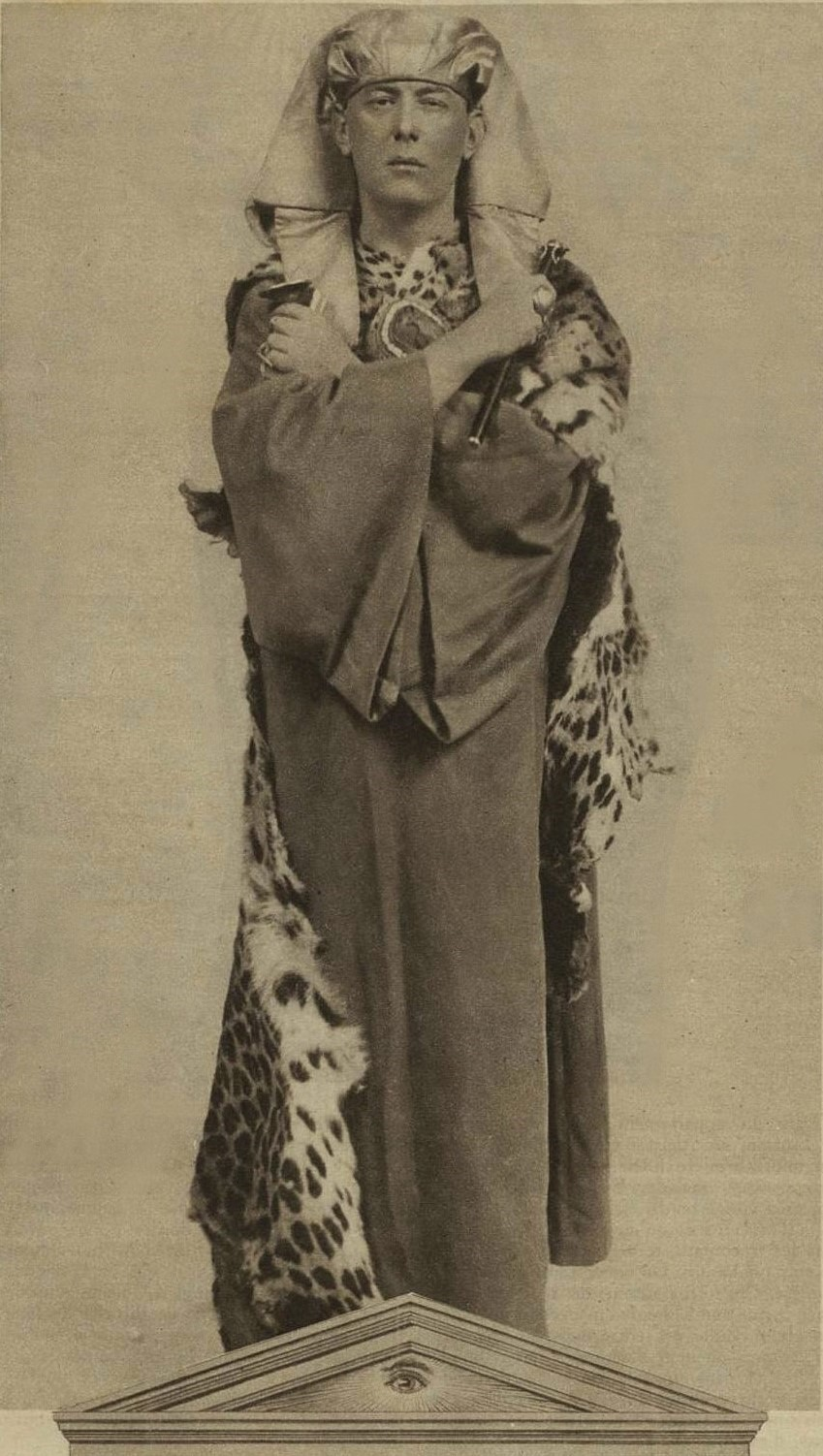
Aleister Crowley als Osiris im Golden Dawn

Im schweizerischen Zermatt traf Crowley 1898 den britischen Chemiker Julian L. Baker, der Mitglied im Hermetic Order of the Golden Dawn war. Nach einem Gespräch über Alchemie glaubte Crowley, er habe in ihm seinen herbeigesehnten „Meister“ getroffen, und teilte ihm mit, er sei auf der Suche nach der „Inneren Kirche“, über die er bei Karl von Eckartshausen gelesen hatte. Daraufhin vermittelte Baker den Kontakt zu dem Chemiker George Cecil Jones, der ihn am 18. November 1898 beim Hermetic Order of the Golden Dawn einführte. Crowley erhielt den Logennamen Perdurabo („Ich werde ausharren bis zum Ende“) und durchlief von Dezember bis Februar die ersten drei Grade des Golden Dawn. 1898 erschien White Stains, eine Sammlung erotischer Gedichte Crowleys.
Crowley beschloss die Anweisungen im Buch der heiligen Magie des Abramelin zu befolgen, einem Zauberbuch, das der Leiter des Golden Dawn, Samuel Liddell MacGregor Mathers, kurz zuvor bearbeitet und veröffentlicht hatte. 1899 lernte er Allan Bennett (alias Iehi Aour) kennen, mit dem er ritualmagische Übungen des Ordens praktizierte und der ihn in den Buddhismus einführte. Da dieser in bescheidenen Wohnverhältnissen lebte, lud ihn Crowley ein, bei ihm zu wohnen. Bennett nahm das Angebot unter der Bedingung an, dass er Crowleys persönlicher Lehrer werde. Bennett erzählte Crowley, es gebe eine Droge, welche „den Schleier hinter der Welt der Dinge zeige“, was Crowley veranlasste, mit Opium, Kokain, Morphin, Ether und Chloroform zu experimentieren. 1900 zog Bennett aus Gesundheitsgründen nach Ceylon, ebenso, um sich ganz dem Buddhismus zu widmen. Crowley siedelte in das Boleskine House am Loch Ness nach Schottland über und nannte sich fortan Laird of Boleskine.
Da ihm die Londoner Mitglieder des Golden Dawn wegen seiner homosexuellen Liebschaften den Aufstieg zum fünften Grad, dem Adeptus Minor, verweigerten, besuchte Crowley im Januar 1900 MacGregor Mathers, den Gründer des Pariser Golden Dawn, der ihn schließlich in den fünften Grad einweihte. Der Ordenszweig in London erkannte diese Weihe nicht an, Mathers wurde aus dem Golden Dawn ausgeschlossen. Nach heftigen Auseinandersetzungen mit dem von ihm zunächst bewunderten Mathers verließ Crowley 1900 nach nur zwei Jahren den Golden Dawn.

### Ehe mit Rose Kelly

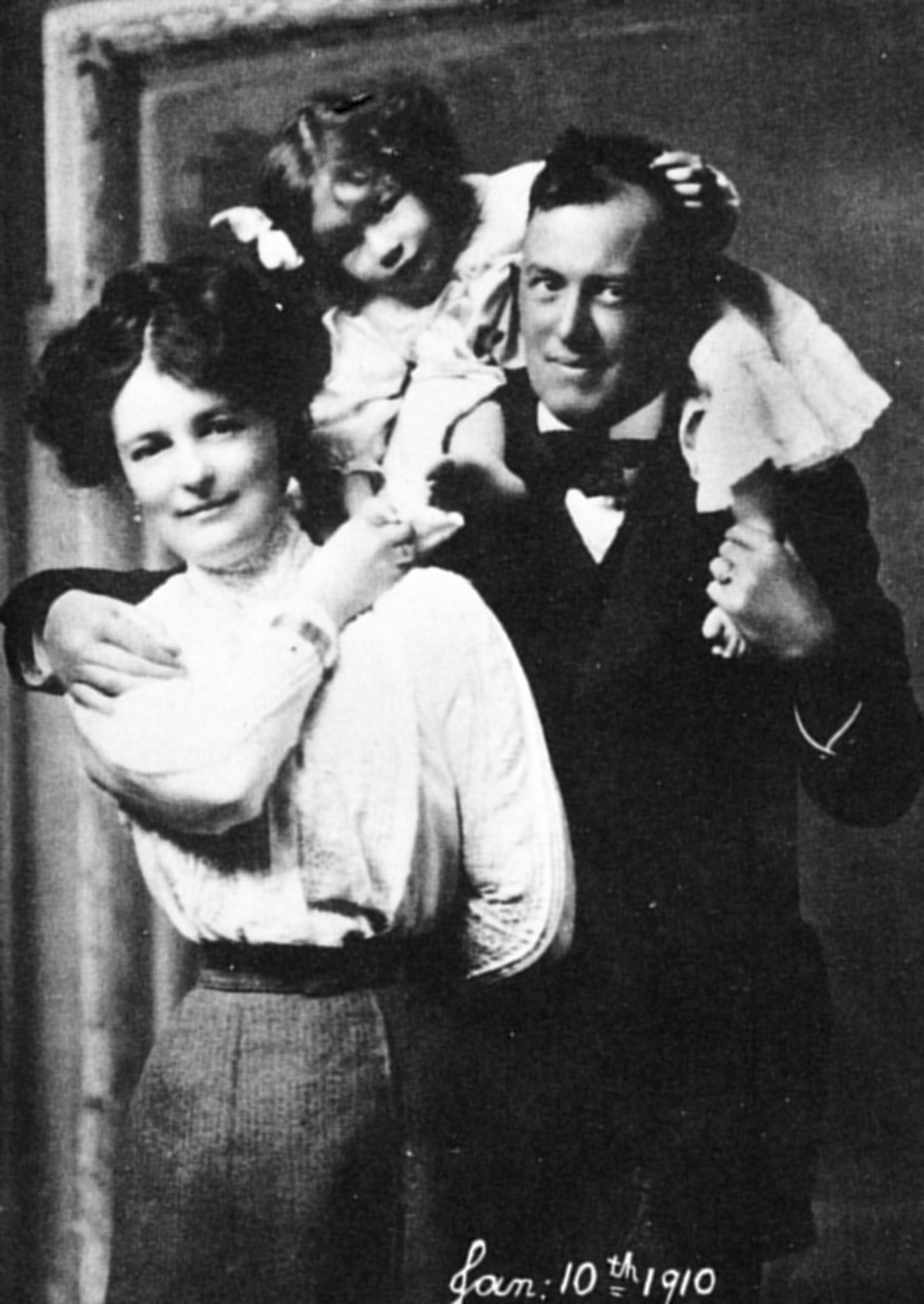
Die Familie Crowley mit Tochter Lola Zaza. Die Aufnahme wurde möglicherweise nach ihrer Scheidung angefertigt.

Am 11. August 1903 traf Crowley die verwitwete Rose Edith Kelly, geschiedene Skerrit. Sie war eine Tochter von Frederick Festus Kelly, dem Vikar von Camberwell, und die Schwester seines engen Freundes, des Malers Gerald Festus Kelly (1879–1972) und späteren Präsidenten der Kunstakademie Royal Academy of Arts. Von ihrer Familie wurde sie bedrängt, wieder zu heiraten; eine Eheschließung war bereits avisiert. Crowley wollte Rose aus dieser Situation befreien und machte ihr bei ihrer ersten Begegnung einen Heiratsantrag. Die beiden heirateten spontan am nächsten Morgen. Die siebenmonatige Hochzeitsreise führte nach Paris, Neapel, Marseille, Kairo und Ceylon.
Aus der Ehe gingen zwei Töchter hervor: 1904 Lilith, sie starb 1906 in Rangun an Typhus, und im Februar 1907 Lola Zaza. 1909 wurde die Ehe geschieden.

#### Stele des Anchefenchons
Während der Hochzeitsreise führte Crowley an drei Tagen beginnend am 16. März 1904 in Kairo eine Reihe von Evokationen der Sylphen durch, während Rose am 18. März in Trance ihren Gatten aufforderte einen Gott anzurufen, den sie später auf einer bemalten Holzstele im ehemaligen Boulak-Museum als Horus erkannte. Es handelte sich um die etwa 680/70 v. Chr. gefertigte Stele des Anchefenchons, die sich heute im Ägyptischen Nationalmuseum befindet. Das Bild stellt den Hohepriester Anchefenchons als Künder von Month dar, der vor dem auf einem Thron sitzenden Horus in der Gestalt des falkenköpfigen Re-Harachte steht. Die Stele trug die Nummer 666, was Crowley als Omen wertete, da er sich mit der Zahl 666, der Zahl des Tieres in der Offenbarung des Johannes, bereits früher identifiziert hatte. Rose teilte ihm mit, dass er gemäß ihren Anweisungen Horus invozieren solle. Diese Invokation führte Crowley am 19. und 20. März durch und empfing Informationen über die Natur eines Neuen Äons.

#### ‚Buch des Gesetzes‘(Liber Legis)
Anfang April 1904 übertrug Crowley die Inschrift der Stele des Anchefenchons, basierend auf einer französischen Übersetzung, ins Englische. Seine Frau, die ihm als Medium diente, soll ihm währenddessen mitgeteilt haben, dass sie nicht Horus oder Ra-Hoor-Khuit channele, sondern deren Botschafter Aiwass, eine übernatürliche Wesenheit. Am 7. April 1904 soll Crowley von seiner Frau befohlen worden sein, sich an den drei aufeinander folgenden Tagen jeweils um 12:00 Uhr in eine Wohnung nahe dem Museum zu einer Niederschrift einzufinden. Dort schrieb er nach eigenen Angaben nach Aiwass' Diktat das Buch Liber Legis (später Liber AL vel Legis, „Buch des Gesetzes“) nieder, das in Crowleys Lehren später eine zentrale Rolle spielte. Es wird darin der Beginn eines neuen Äons verkündet, in dem der Mensch sich der göttlichen Mächte in Gestalt der neuen Trinität der Götter Nuit, Hadit und Ra-Hoor-Khuit versichern und mit ihr verschmelzen könne, wodurch er selber göttlich werde.

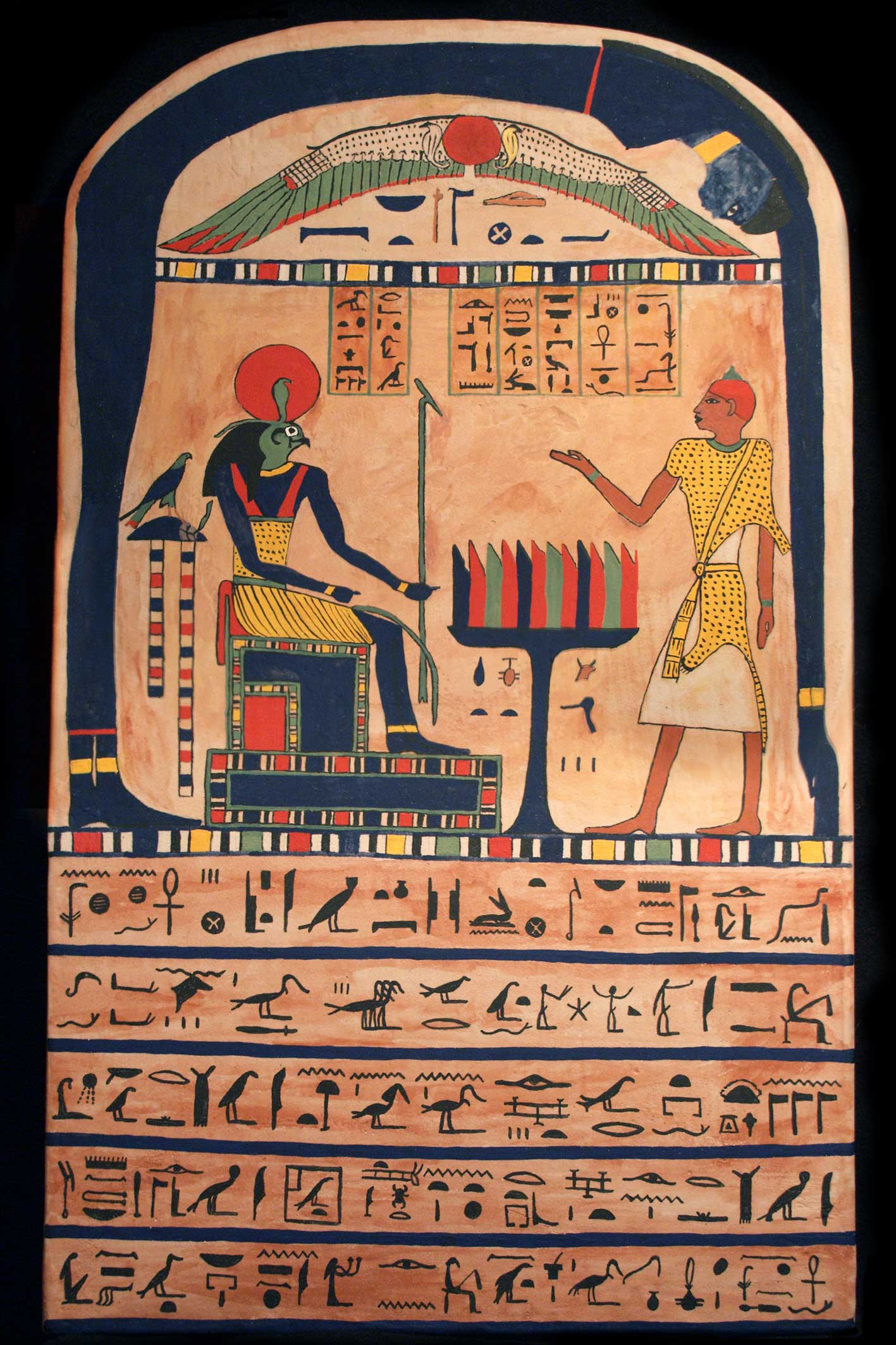
Die Stele des Anchefenchons

Die Handschrift mit dem Liber Legis ging für einige Jahre verloren. Erst 1909 fand Crowley sie wieder, was ihn in dem Glauben bestärkte, der Verkünder und Prophet einer neuen Weltreligion zu sein. Sein Gesetz von Thelema zu verbreiten, betrachtete er ab 1916 als seine Mission.

#### Ethische und politische Auffassungen desThelema
Die Offenbarungen des Buches Liber Legis bilden die Grundlage der thelemischen Ethik. Nach dem britischen Okkultisten Israel Regardie gibt es im Liber Al vel Legis keinen Platz für die Demokratie und keine Achtung für Durchschnittsmenschen. Die Demokratie wird als „ekelerregender Kult der Schwäche“ bewertet und ist in der von Thelema angestrebten Herrschaftsform nicht vorgesehen. Das Buch verdammt das Mitleid, hält Krieg für bewundernswert und enthält in seinen 220 Versen angeblich die Leitlinien für die Menschheitsevolution in den kommenden 2000 Jahren. „Mitleid ist das Laster der Könige: Tretet nieder die Jämmerlichen & die Schwachen: dies ist das Gesetz der Starken: dies ist unser Gesetz und die Freude der Welt“ – mit dieser und ähnlichen Passagen aus dem Liber Al vel Legis stellt sich Crowley in die Tradition Friedrich Nietzsches und seiner Verachtung des Mitleides. In seinem Herrenmenschentum nimmt Crowley nach Ansicht des Literaturwissenschaftlers Peter Paul Schnierer den Faschismus vorweg.
Crowley beteuerte stets, in Wirklichkeit nicht der Urheber des Buchs zu sein und behauptete, dass die Botschaften des Liber Legis nicht unbedingt seine persönlichen Meinungen widerspiegelt. Sein Sekretär Israel Regardie zeigte demgegenüber auf, dass ungeachtet des behaupteten medialen Empfangs die im Buch zum Ausdruck gebrachten Darstellungen mit denjenigen Überzeugungen absolut konform gingen, die Crowley zeitlebens vertrat. In Crowleys späteren Deutungen des Liber Legis greift er in seinen Kommentaren die bürgerlichen Werte an, die er mit dem Christentum gleichsetzt, da diese der von ihm propagierten thelemischen Ethik und der sexuellen Freiheit entgegenstünden. Darin brachte er seine Verachtung der christlichen Auffassung der Sexualität, insbesondere der Ehe, zum Ausdruck. Crowley plädierte dafür, dass die „Schwachen“ von den „Starken“ zertreten werden müssten, was weniger eine ethische, als eine biologische Frage sei, weshalb der Kampf gegen das Christentum ohne Kompromisse radikal und erbarmungslos durchzuführen sei. Mitleid und die humanitäre Gesinnung, die Crowley als „die Syphilis des Geistes“ bezeichnete, seien radikal auszuschalten, wobei er ausdrücklich Friedrich Nietzsche zitiert.
Der Religionswissenschaftler Kocku von Stuckrad sieht in der Konzeption des Liber Al bei allen heidnischen Elementen deutliche Spuren einer christlichen Semantik, nur setze Crowley vor die Ethik und die Eschatologie seines christlich-fundamentalistischen Elternhauses ein umgekehrtes Vorzeichen: Der ursprüngliche Inhalt bleibe aber erkennbar.

### Reisen
Mit dem Aufblühen des Tourismus reiste Crowley in jungen Jahren mit seinen Eltern nach Frankreich und in die Schweiz. Später machte er sich einen Namen als Bergsteiger. Nachdem man ihn aus dem Golden Dawn ausgeschlossen hatte, reiste er im Mai 1900 zum Bergsteigen nach Mexiko. In Mexiko-Stadt knüpfte er okkulte Kontakte. Oscar Eckenstein kam ihm nach und gemeinsam erklommen sie die höchsten Berge des Landes. Im gleichen Jahr besuchte Crowley Allen Bennett in Ceylon, um mit ihm die hinduistische und die buddhistische Tradition zu studieren sowie verschiedene Formen der Meditation und des Yoga zu üben. 1901/1902 reiste er nach Indien und ins Himalaya-Gebirge. Crowley galt zu seiner Zeit als einer der Pioniere im Bergsteigen. So war er mit Eckenstein der erste aus dem westlichen Raum, der 1902 eine Besteigung des K2 wagte, sowie Anführer eines Versuchs am 8.586 Meter hohen Kangchendzönga. Die letztgenannte Expedition war zwar ebenfalls erfolglos, erreichte aber den höchsten Punkt, den zu dieser Zeit jemals ein Mensch auf einem Berg erreicht hatte. Beide Gipfel wurden erst über 50 Jahre nach Crowleys Versuchen bestiegen. Crowley verfasste auch einen der ersten Boulderführer der Welt aus dem Jahr 1898 im Gästebuch des Wasdale Head Inn – dem Geburtsort des britischen Kletterns – zusammen mit einer Zeichnung von LA Legros. Der Leitfaden behandelte über ein Dutzend Einzelprobleme an Wasdales mittlerweile berühmtem „Y-förmigen Felsbrocken“ und beschrieb eine Reihe von Beseitigungsmöglichkeiten. Berühmtheit erlangte er auch durch Erstbegehungen auf Kletterrouten wie „Devil's Chimney“, „Etheldreda's Pinnacle“ und dem „Cuillin Crack“ an den Kreidefelsen von Beachy Head. Es dauerte fast ein Jahrhundert, bis die Route „Cuillin Crack“ wiederholt wurde.

#### Expedition zum K2

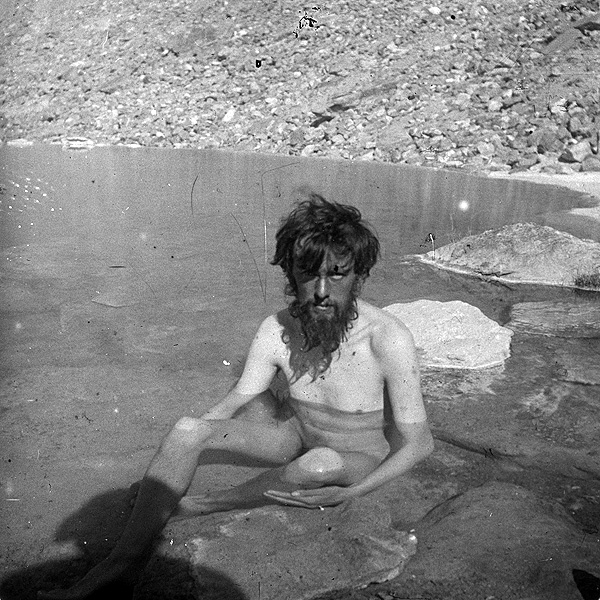
Crowley während der K2-Expedition (1902); sein Gesicht erscheint wegen UV-Exposition in der Höhe dunkler als seine Körperhaut.

1901–1902 nahm er an einer britisch-österreichischen Expedition unter der Leitung von Oscar Eckenstein zur erfolglosen Erstbesteigung des K2 im Karakorum teil. Die sechs Bergsteiger mussten auf 6.700 Metern umkehren, rund 1.900 Meter unterhalb des Gipfels, was damals ein Rekord war. Crowley sagte 1929 über diese Expedition, dass es einen handfesten Streit um die Aufstiegsroute gegeben habe. Er wäre lieber über den Südostgrat aufgestiegen, was der Route der ersten erfolgreichen Besteigung 1954 entspricht, anstatt sich seinerzeit dem Nordostgrat zuzuwenden.
1914 wurde Crowley in Ardelot bei Boulogne von der französischen Polizei inhaftiert, weil man ihn mit dem steckbrieflich gesuchten Hochstapler Gerard Lee Bevan verwechselte, dem er in seiner Kostümierung (Kilt und schwarze Kraushaarperücke) zum Verwechseln ähnlich sah. Er erwirkte seine Freilassung, indem er die Beamten überzeugte, nicht der Betrüger, sondern der berühmte Bergsteiger Crowley zu sein. Dazu legte er als Beweis Guillarmods K2-Buch vor, in dem ein Bild von ihm abgedruckt war. Nach Europa zurückgekehrt, verbrachte er mehrere Monate in Paris, wo er im kosmopoliten Flair des Stadtviertels Montparnasse viele Künstler und Intellektuelle kennenlernte.

#### Expedition zum Kangchendzönga
Nachdem er den Winter 1904 in St. Moritz verbracht hatte, schlug Guillarmod eine neue Expedition vor, um mit einer Seilschaft den dritthöchsten Berg der Welt zu bezwingen, den Kangchendzönga. Crowley willigte ein, bestand aber auf der Führerrolle. Dies veranlasste Oscar Eckenstein, aus dem Unternehmen auszusteigen. Stattdessen wurden die erfahrenen Alpinisten Alexis Pache und Charles Reymond und der bergsteigerische Laie Alcesti C. Rigo de Righi angeworben. Die fünf unterzeichneten einen Vertrag, in dem Crowley als der einzige oberste Richter in sämtlichen bergsteigerischen Fragen anzuerkennen sei, während die anderen seinen Anordnungen unbedingten Gehorsam zu leisten hätten. Am 8. August startete man mit 230 Trägern und sieben Tonnen Gepäck. Crowley schlug die Route über den Yalunggletscher ein, was Frank Smythe, der den Berg 1930 von Nordwesten anging, als sinnloses Unterfangen bezeichnete. Nach drei Tagen kam es zu handfesten Streitigkeiten zwischen Crowley, der mit allen zerstritten war, und Guillarmod, weil Crowley einen Teil der Träger vorsätzlich barfuß laufen ließ, sie mit Schlägen vorwärts trieb und der Rückweg nicht mit Markierungen versehen wurde. Am nächsten Tag desertierten drei Träger, wobei einer zu Tode stürzte. In der Nacht ergriffen weitere misshandelte Träger heimlich die Flucht. Am nächsten Morgen brachen Guillarmod und de Righi zu Crowleys Lager IV auf, um ihn wegen seines Versagens als Expeditionsleiter abzusetzen. Die Expedition endete 2.186 Meter unter dem Gipfel auf 6.400 Metern im Desaster, als Alexis Pache und drei Träger, deren Namen nicht überliefert sind, bei einem Lawinenunglück ums Leben kamen. Daraufhin desertierte Crowley und stieg alleine ab, ohne sich zu erkundigen, ob die verunglückten Kameraden geborgen werden konnten. Diese Vorfälle brachten ihn als Bergsteiger in Verruf. 1906 erschien im Alpin Journal ein Bericht über diesen Besteigungsversuch, in dem bemerkt wurde, dass, wenn es Crowleys Absicht gewesen sei, sich in den Augen aller Bergsteiger zu blamieren, ihm das nun voll und ganz gelungen sei. Angesichts des Prozesskostenrisikos verzichtete Guillarmod darauf, Crowley wegen Veruntreuung der von ihm zum größten Teil gestifteten Expeditionsgelder gerichtlich zu verfolgen.

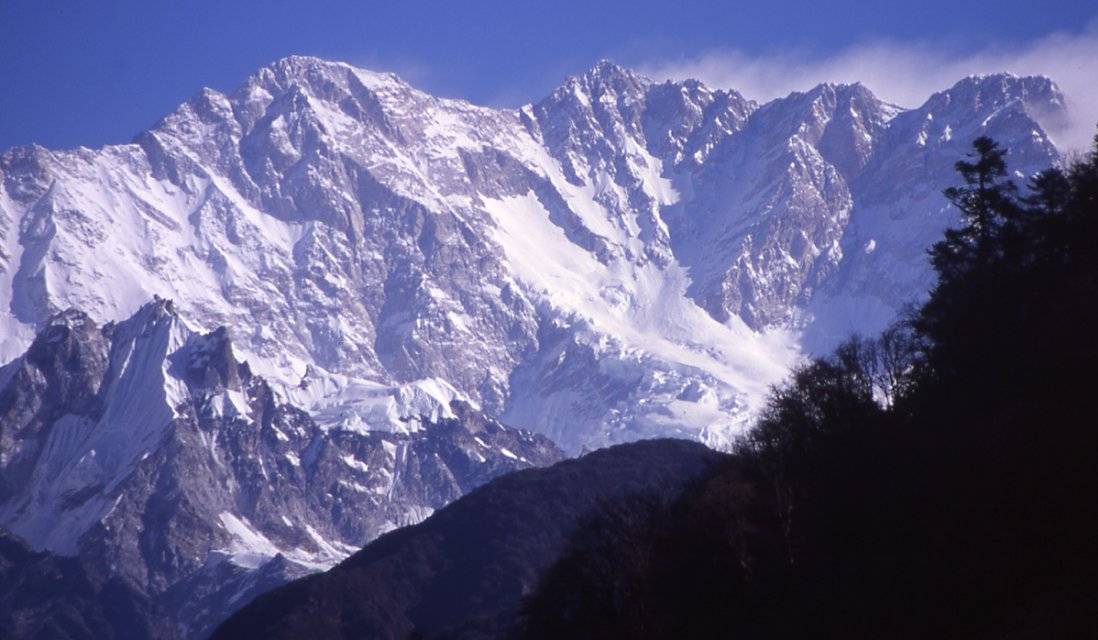
Der Kangchendzönga mit seinen vier über 8000 Meter aufragenden Gipfeln

Nach dem Lawinenunglück am Kangchendzönga ging Crowley mit dem Maharadscha von Mohabanj in Orissa auf Großwildjagd. Im Anschluss reiste er mit seiner Frau und der einjährigen Tochter nach Birma. Von dort wurde die vier Monate währende Reise mit Ponys über Südchina nach Vietnam fortgesetzt. Während seiner Tour durch Südchina führte er das Ritual des Augoeides durch. Dieses Ritual wird genauso ausgeführt wie das Ritual des Abramelin, aber durch eine reine Visualisierung, so dass kein physischer Raum oder Gegenstand benötigt wird. Nach der Rückkehr nach England veröffentlichte er eine Sammlung seiner Jugendwerke in drei Bänden, meist Poesie (Collected Works, 1905–1907), eine Sammlung von Essays (Konx Om Pax. 1907) und eine wichtige Synthese seines system of correspondences (777. 1909), das er auf der Grundlage des Golden-Dawn-Systems entwickelt hatte. In dieser Periode lernte er den britischen Offizier John Frederick Charles Fuller (1878–1966) kennen, den er für seine Arbeit interessierte. Fuller schrieb daraufhin die erste kritische Arbeit über Crowley (The Star in the West, 1907) und half ihm 1909 seinen eigenen Orden, den Astrum Argenteum, aufzubauen.

#### Beginn der Beziehung mit Victor Neuburg
1908 wurde Crowley von Hauptmann John Frederick Charles Fuller mit dem 25-jährigen Victor Benjamin Neuburg bekannt gemacht, der sich mit Spiritismus beschäftigte. Crowley gab Neuburg Unterricht in Magie und weihte ihn in homosexuelle Praktiken ein, die auch sadomasochistische Elemente umfassten. Im November und Dezember 1909 reisten beide durch Algerien und vollzogen dort die Henochischen Anrufungen John Dees. 1911 reisten sie ein zweites Mal in die Sahara.

### Gründung desAstrum Argenteum(1907)
1907 gründete Crowley nach dem Vorbild des Golden Dawn seine eigene Geheimgesellschaft Astrum Argenteum (A∴A∴), den „Orden des silbernen Sterns“ (auch: S∴S∴), in der die Selbsteinweihung und die Überwindung des Selbst gelehrt wurden, damit der Abyss überquert werden kann. Ab März 1909 gab er die Zeitschrift The Equinox heraus, von der zehn Bände jeweils zur Sommer- und Wintersonnenwende erschienen. The Equinox enthielt Aufsätze, Rituale, Gedichte, Erzählungen und Rezensionen. Im Frühjahr 1910 versuchte Mathers vergeblich, das Erscheinen von The Equinox gerichtlich untersagen zu lassen, um zu verhindern, dass auch Rituale des Golden Dawn veröffentlicht wurden. Der Prozess wurde international stark beachtet und verschaffte Crowley weltweit Beziehungen zu verschiedenen Esoterikern und Okkultisten. Zu dieser Prominenz trugen auch öffentlich durchgeführte Rituale wie die an den antiken Mysterien von Eleusis orientierten „Rites of Eleusis“ bei, mit denen er 1910 die Aufmerksamkeit der Londoner Öffentlichkeit auf sich zog.
Im Lehrsystem des A∴A∴ ist das Liber AL vel Legis das Hauptlehrbuch. Die Gradeinteilung des A∴A∴ wurde von Crowley weitgehend vom Golden Dawn übernommen. Um 1910 wurden in der Presse Gerüchte über Crowleys Homosexualität und die angebliche Unmoral der Aktivitäten seines A∴A∴-Ordens verbreitet, was mehrere Mitglieder zum Austritt veranlasste. Diesen Gerüchten und Anschuldigungen, die ihren Höhepunkt nach dem Ersten Weltkrieg erreichten, blieb Crowley für den Rest seines Lebens ausgesetzt.

### Aufbau des O.T.O. (ab 1912)

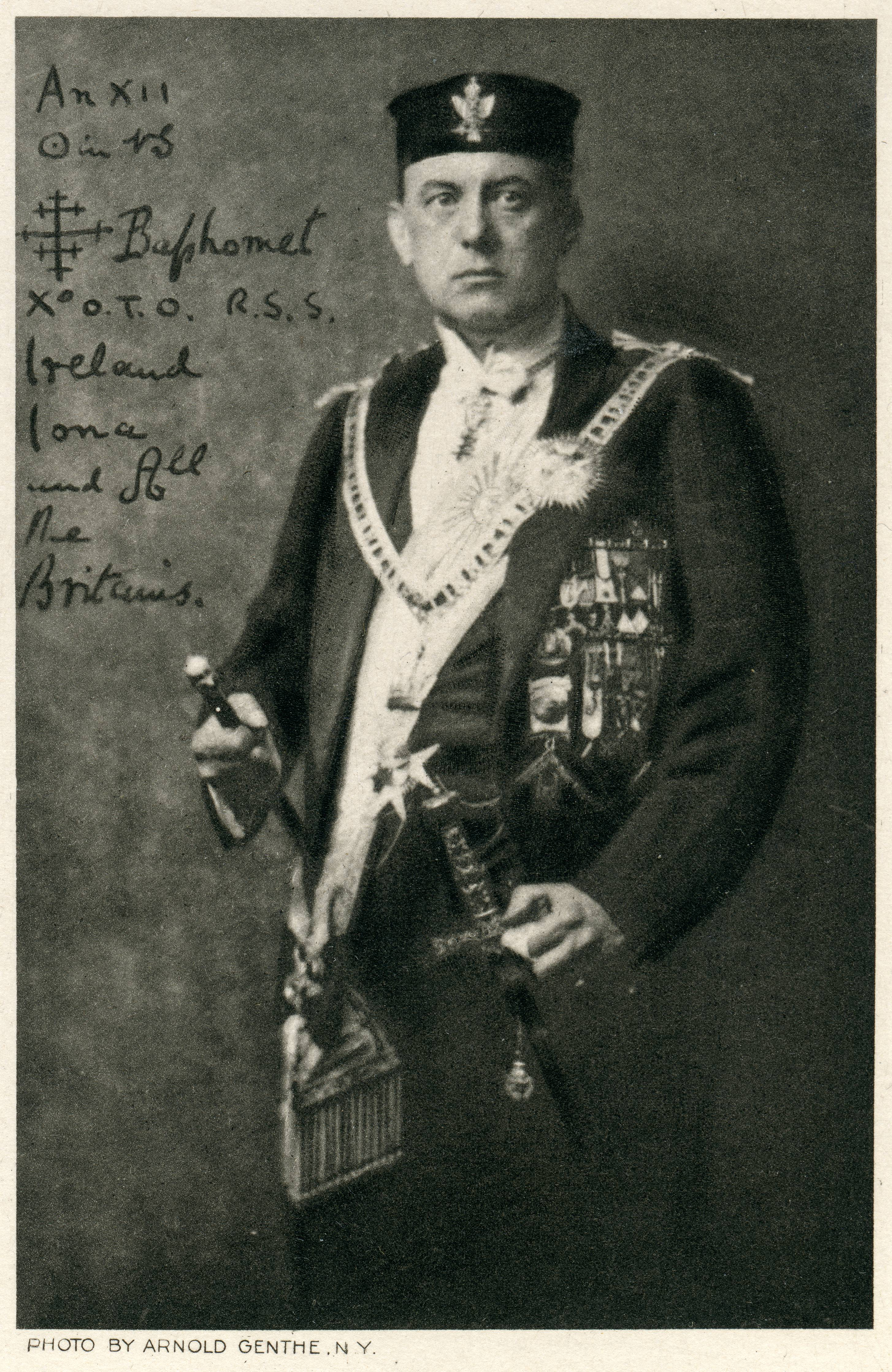
Aleister Crowley als Baphomet X° im O.T.O.

1912 veröffentlichte Crowley The Book of Lies. Das Buch thematisiert kabbalistisches Wissen, beschreibt magische Rituale und enthält Wortspiele und mehrdeutige Geschichten. Der Okkultist Theodor Reuß suchte Crowley deswegen auf und beschuldigte ihn, in dem Buch widerrechtlich ein geheimes Ritual seines eigenen Ordens preisgegeben zu haben, was Crowley bestritt. Reuß war beschäftigt, den irregulären Ordo Templi Orientis (O.T.O.) zu konstituieren, um sexualmagische Praktiken zu lehren. Er lud Crowley zur Mitarbeit ein und erlaubte ihm, eine eigene, englische Sektion des O.T.O. („Mysteria Mystica Maxima“) zu gründen, was Crowley in dem Glauben bestärkte, eine prophetische Rolle in Bezug auf Thelema zu spielen. Im März 1910 wurde Crowley in den achten Grad des O.T.O. in England eingeweiht, am 21. April 1912 wurde er X° des O.T.O. von England und Irland. Nachdem er 1912 in den ersten beiden Teilen seines Book Four seine Ansichten über Magie dargelegt hatte, begann er im Folgejahr mit den sexualmagischen Basistechniken zu experimentieren, die ihm von Reuß nahegebracht worden waren.
In der Folgezeit überarbeitete Crowley das System des O.T.O., das bis dahin neun Grade umfasst hatte, und erweiterte es auf elf. In den Graden acht, neun und elf spielten von nun an sexualmagische Riten eine Rolle, die unter anderem Autoerotik und homosexuelle Akte umfassten. Im Januar und Februar 1914 führte Crowley mit seinem Liebhaber Neuburg in Paris erste sexualmagische Handlungen im neuen elften Grad durch. Dabei handelte es sich um Analverkehr, bei dem Merkur (alias Hermes und Thot) und Jupiter mit dem Ziel angerufen wurden, Weisheit und Inspiration zu erlangen und Geld „herbeizuzaubern“. Teile der Riten, die er später „The Paris Working“ nannte, hatten sadomasochistischen Charakter. Sie setzten Neuburg so zu, dass er seine Beziehung mit Crowley im Februar 1914 beendete. Eine Beschreibung der magischen Erfahrungen während der Anrufungen und Astralreisen in der algerischen Wüste erschien 1911 in The Equinox (I, 5) unter dem Titel The Vision and the Voice.

### Erster Weltkrieg in den USA
Beim Ausbruch des Ersten Weltkriegs hielt sich Crowley in der Schweiz auf. Er fuhr nach England zurück, nach eigenen Aussagen um den britischen Geheimdiensten seine Dienste anzubieten, die das Angebot jedoch ausschlugen. Im Oktober 1914 reiste Crowley in die Vereinigten Staaten. Ursprünglich hatte er nur einen zweiwöchigen Aufenthalt geplant, währenddessen er einem Sammler einen Teil seiner Buchbestände verkaufen wollte. Crowley verbrachte fünf Jahre in den USA in Armut.
Er nahm eine Beziehung mit der Amerikanerin Jeanne Robert Foster auf, die ihm später einen Sohn gebar. Mit ihr reiste er zur Weltausstellung 1915 nach San Francisco. Am 19. Oktober trafen sie in Vancouver bei einem A∴A∴-Mitglied namens Achad ein und fuhren nach Point Loma, wo Crowley der Präsidentin der Theosophischen Gesellschaft in Amerika, Katherine Tingley, eine Allianz mit seinem A∴A∴-Orden vorschlagen wollte. Tingley verweigerte jedoch ein Zusammentreffen, worauf Crowley erbost nach New Orleans abreiste. Seine Freundin blieb zurück, weil sie seine favorisierte Sexualpraktik, den Analverkehr, nicht mehr ertrug.

#### Propagandatätigkeiten für das Deutsche Reich und Spionage
Crowley publizierte während des Ersten Weltkriegs in New York anti-britische Kriegspropaganda. Diese Artikel veröffentlichte er in der deutschfreundlich eingestellten Propagandazeitung The Fatherland und in dem Magazin Vanity Fair. Im August 1917 übernahm er acht Monate lang die Leitung der Zeitung The International und nutzte die Gelegenheit, um in Artikeln, Gedichten und Erzählungen Werbung für seine auf dem Liber Legis beruhende Religion zu betreiben. Wegen seiner Propagandatätigkeit für das Deutsche Reich durchsuchte die Londoner Polizei im Frühjahr 1917 den Hauptsitz des O.T.O. in England. Auch wenn er nach dem Krieg erklärte, dies seien satirische Schriften gewesen, konnte dies seinen überwiegend schlechten Ruf in der Öffentlichkeit nicht verbessern. Laut dem Historiker Richard B. Spence beweisen Dokumente in den Archiven der amerikanischen Geheimdienste, dass Crowley an britischen Spionagetätigkeiten in den USA beteiligt war. Spence vermutet, Crowley habe mit einer Zelle des MI1c (Military Intelligence, Section 1c) kooperiert, der auch als SIS (Secret Intelligence Service) bekannt war und nach dem Krieg zum „MI6“ wurde.

#### Magische und sexualmagische Operationen

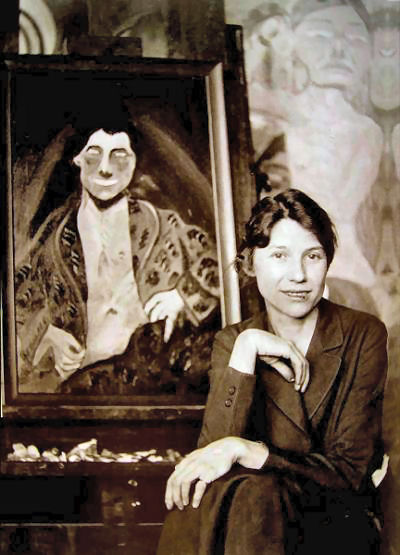
Leah Hirsig vor einem Crowley-Gemälde (1919)

Ab Frühjahr bis Sommer 1916 pflegte Crowley den Umgang mit dem indisch-britischen Kunsthistoriker Ananda Kentish Coomaraswamy. Er begann mit dessen zweiter Ehefrau, der englischen Sängerin Ratan Devi (eigentlich Alice Richardson), ein Verhältnis und vollzog mit ihr diverse sexualmagische Operationen, woraufhin sie schwanger wurde, das Kind allerdings verlor. In der Folge unterstellte Crowley Coomaraswamy, seine Frau mutwillig zu einer langen Schiffsreise gezwungen zu haben, um eine Fehlgeburt hervorzurufen, wobei er ihn mit rassistischem Unterton beleidigte. Im Sommer 1916 weihte sich Crowley in New Hampshire in den vorletzten Grad des Golden Dawn ein, den Grad des Magus. Dazu zelebrierte er im Juni 1916 ein schwarzmagisches Ritual, um die Überreste des vorangegangenen Äons zu beseitigen und dessen Sterbenden Gott zu bannen.
Ab Juni 1917 übernahm Ann-Catherine Miller die Rolle der „scharlachroten Frau“ (Scarlet Woman), wie Crowley seine Partnerinnen bei sexualmagischen Praktiken nannte. Nachdem sie Alkoholprobleme bekommen hatte, folgte ihr Roddie Minor nach, die im Januar 1918 kabbalistische Informationen von den „Geheimen Meistern“ erhielt. Ihren Äußerungen entnahm Crowley die vermeintlich richtigen Schreibweisen und Zahlenwerte der Namen Therion (ThRIVN=666) und Baphomet. Durch Minors im Opiumrausch und exzessiven sexualmagischen Praktiken entstandene Visionen wandelte Crowley seinen Schutzengel Aiwass in OIVZ um, mit dem für die Thelemiten bedeutsamen Zahlenwert 93, demselben Zahlenwert wie Thelema (Wille) und Agape (Liebe).
Im März 1918 wurde Miller zeitweise durch Marie Lavroff ersetzt, bis Leah Hirsig sie ablöste. Crowley hatte, vermutlich im Frühjahr 1918, die Schwestern Marian (Dockerill) und Leah Hirsig kennengelernt. Marian hatte bereits einschlägige Erfahrungen in einer Sekte gesammelt, die sie im Buch My Life in a Love Cult beschrieb. Leah blieb am längsten bei Crowley.
1918 traf Crowley in New York mit Harvey Spencer Lewis zusammen, dessen Geheimorden AMORC daraufhin Crowleys propagierte Devise „Do what you wilt shall be the whole of the Law.“ und „Love is the law, love under will“ bis in die 1950er Jahre als angeblich klassische Rosenkreuzergesetze verwendete. 1936 machte Crowley Anstalten, den AMORC zu übernehmen, was wegen Crowleys Konkurs jedoch scheiterte. Zurück in England verschrieb ihm sein Arzt wegen der Asthma-Anfälle ab 1919 Heroin.

### Sizilienaufenthalt (1920–1923)

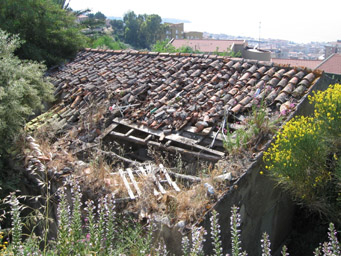
Die Abtei von Thelema heute

Crowley und Hirsig beschlossen, ein europäisches Zentrum zu gründen, um von dort die Thelema-Lehre zu propagieren. 1920 siedelten sie ins sizilianische Cefalù über, wo Crowley die Abtei Thelema gründete. Zum Kern der Thelemiten zählten neben Crowley die Lehrerin Leah Hirsig und die ehemalige französische Gouvernante Ninette Shumway. Die meisten der zahlreichen Gäste, die sich in den nächsten drei Jahren einfanden, kamen aus England. Hirsig und Crowley hatten eine gemeinsame Tochter, Anna Leah, die den Kosenamen Poupée erhielt. Nach deren Tod am 19. Oktober 1920 eskalierten die Auseinandersetzungen und veranlassten die Polizei 1921 zu einer Razzia in der Abtei. Innerhalb der Abtei mussten sich die Männer die Köpfe bis auf eine Phalluslocke kahl scheren, denn die Stirnlocke galt als Symbol für die magische Kraft des Horus oder die Hörner des Pan. Die Frauen trugen hellblaue, purpurgesäumte, lose fließende Roben mit Kapuze und hatten sich die Haare rot oder golden zu färben, was als Symbol der „Frau in Scharlach“ galt. Das Lesen von Zeitungen war verboten. Jeder hatte ein magisches Tagebuch zu führen, das Crowley zur Kontrolle vorzulegen war.
Nach dem Tod des Thelemiten Raoul Loveday in der Abtei wandte sich dessen Witwe Betty May an die britische Presse und verklagte Crowley. Loveday soll nach einem Ritual gestorben sein, bei dem er angeblich das Blut einer rituell geopferten Katze getrunken hatte. Crowley verlor den Prozess, was ihn ins gesellschaftliche Abseits brachte, zumal die Presse sich auf die Skandalgeschichte stürzte. Nach der Autobiographie der britischen Sängerin Betty May hatte Crowley keine Schuld an Lovedays Tod. Dieser soll aufgrund von Typhus gestorben sein, nachdem er aus einer verschmutzen Quelle Wasser getrunken hatte.
Der seit Jahren heroin- und kokainsüchtige Crowley konsumierte täglich durchschnittlich drei Gran Heroin. Mehrere Entzugsversuche scheiterten. Deshalb verließ er 1922 vorübergehend die Abtei, um sich zum Zweck des Heroinentzugs nach Fontainebleau nahe Paris zu begeben. Die Entwöhnungskur scheiterte jedoch, so dass er bis zu seinem Tode heroinabhängig blieb. Um aus seiner Geldnot herauszukommen, schrieb er den vom Kommunenleben in Cefalù handelnden Roman The Diary of a Drug Fiend („Tagebuch eines Drogenabhängigen“), der 1922 erschien und von der Zeitung The Sunday Express als Aufruf zum hemmungslosen Drogenkonsum kritisiert wurde. Wegen zunehmender Presseangriffe schob Crowley die Veröffentlichung seiner Biographie bis 1929 auf. Im Oktober 1922 kehrte er nach Cefalù zurück und machte genau während der Tage einen Zwischenstopp in Rom, als die Faschisten in die Stadt einmarschierten.
Nach einem Briefwechsel mit dem Kommissar von Cefalù befahl der italienische Diktator Benito Mussolini, Crowley zu observieren. Nach Hinweisen durch die Nachbarn wurde eine Hausdurchsuchung der Abtei Thelema vorgenommen. Der anschließende Durchsuchungsbericht mit seinen Schilderungen der im Haus vorgefundenen Malereien bildete die konkrete Grundlage für die Ausweisung Crowleys: Am 23. April 1923 wurde Crowley von der Regierung aus Italien ausgewiesen, nachdem Geheimbünde und oppositionelle Parteien für illegal erklärt worden waren. Crowley ging für kurze Zeit nach Tunesien und verfasste dort die kleine satirische Gedichtsammlung Songs for Italy gegen Mussolini und dessen Regime, die er auf eigene Kosten veröffentlichte.

### Spaltung der Rosenkreuzerbewegung und Ausrufung zumWeltlehrer
1922 legte der gesundheitlich angeschlagene Reuß seine Ämter im O.T.O. nieder und bestimmte Crowley zu seinem Nachfolger, was auf massiven Widerstand seitens der deutschen Ordensmitglieder stieß. Als Reuß 1923 verstarb, übernahm Heinrich Tränker die Leitung des deutschen O.T.O.-Zweigs, da Crowleys Lehren in Deutschland keine allgemeine Zustimmung fanden. Im Sommer 1925 veranstaltete die Deutsche Rosenkreuzerbewegung, die den deutschen O.T.O. und die Pansophia umfasste, deshalb die Weida-Konferenz im thüringischen Weida, um einen neuen Leiter zu wählen. Dazu luden der Veranstalter Heinrich Tränker, Albin Grau, Karl Germer, Martha Küntzel und Gregor A. Gregorius auch Crowley, Hirsig und Normann Mudd ein, die aus Paris anreisten. Crowley war 1925 von seiner Rolle, der Retter der Menschheit und Verkünder einer neuen religiösen Botschaft zu sein, völlig überzeugt und verfolgte von Deutschland ausgehend den Plan, sich von okkulten Gruppen zum Weltlehrer oder Weltheiland ausrufen zu lassen, dessen Erscheinen insbesondere die Theosophische Gesellschaft seit Langem erwartete. Als Rechtfertigung behauptete er, dazu von einer unsichtbaren weißen Bruderschaft befugt worden zu sein. Die Konferenz führte zu einer Spaltung der Deutschen Rosenkreuzerbewegung in eine Fraktion, die Crowley als internationales Oberhaupt anerkannte, und eine opponierende Gruppe, die ihn ablehnte. So übernahm Crowley 1925 als „Bruder Baphomet“ de facto die O.T.O.-Ordensleitung, auch wenn er kein Ernennungsdekret hatte, und ließ sich dazu von den ihm geneigten Anwesenden eine Ermächtigung zum Weltlehrer unterschreiben. Martha Küntzel machte sich in der Folgezeit für ihn stark und Germer wurde einer seiner wichtigsten „Sponsoren“ und Unterstützer in finanzieller und organisatorischer Hinsicht. Tränker und Grau wurden von Crowleys antichristlicher Haltung abgestoßen und zogen ihre Unterstützung unmittelbar nach der Weida-Konferenz zurück. Auch Mudd (1927) und Hirsig (1928) widerriefen ihre Unterschrift später. Mit der Anerkennung Crowleys als ihr Oberhaupt erkannten die verschiedenen deutschen esoterischen Gruppierungen Crowleys im Wesentlichen auf dem Liber Legis beruhende Botschaft an. Crowley verkündete, dass derjenigen Nation die Weltherrschaft zufallen werde, die als erste sein Buch Liber Legis zu ihrem Staatsgrundsatz erklärt.

### Pariser Jahre (1924–1929)
1924 zog Crowley nach Frankreich, wo er zunächst mit Frank Harris in Nizza zusammentraf, mit dem er unternehmerische Projekte avisierte. Dann schlug er sein Hauptquartier in Paris auf, wo er mit Unterbrechungen bis 1929 lebte.
Im Frühjahr 1925 begann Crowley von Tunis aus mit seiner „World Teacher Campaign“ („Weltlehrer-Kampagne“). Damit trat er in Konkurrenz zur Theosophischen Gesellschaft, die zur gleichen Zeit unter Federführung von Annie Besant und Charles Webster Leadbeater versuchte, den jungen Inder Jiddu Krishnamurti als spirituellen Weltlehrer aufzubauen. Crowley startete seine Kampagne mithilfe kleiner Abhandlungen und Traktate, um Krishnamurti als denjenigen zu „entlarven“, den er für einen „falschen Messias“ hielt, und sich selbst als den wahren „Weltlehrer“ zu inszenieren. Trotz des europäischen Medienechos war der Kampagnenerfolg eher bescheiden. In dieser Zeit traf Crowley in dem Institut für die harmonische Entwicklung des Menschen bei Paris mit Georges I. Gurdjieff zusammen.
Am 17. März 1929 wurde Crowley wegen Spionage aus Frankreich ausgewiesen, was ein breites Echo in der internationalen Presse erzeugte. Unter anderem wurde der Landesverweis durch Regardies besorgte Schwester initiiert, die den französischen Botschafter in Washington ersuchte, ihrem Bruder kein Visum zu erteilen. Da das Visum bereits erteilt war, veranlasste der Botschafter Untersuchungen in Paris, wo sich der Vorgang mit einer polizeilichen Anzeige De Vidal Hunts gegen Crowley kreuzte, der seit Dezember 1928 gegen ihn prozessierte. Im August 1929 heiratete Crowley in Leipzig die Nicaraguanerin Maria Theresa de Miramar, damit diese die britische Staatsbürgerschaft erhielt. Im selben Monat reisten beide zusammen mit Regardie nach England, wo sie sich in einem Landhaus in Kent niederließen.

### Aufenthalt in Deutschland und Portugal (1930–1932)
Im Frühjahr 1930 reiste er mit seiner Frau nach Deutschland und plante, seine Bilder in einigen deutschen Städten auszustellen. Von September 1930 bis Mitte 1932 weilte er in Berlin, wo er mit Alfred Adler, Christopher Isherwood, Aldous Huxley und vor allem Gerald Hamilton verkehrte. Am 23. April 1930 traf er in der Berliner Wohnung von Henri Birven mit Arnold Krumm-Heller zusammen, der ihm schon 1928 in einem Brief zwecks Ausbreitung seiner Organisation angeboten hatte, seine Ideen in den spanischsprachigen Ländern Südamerikas publik zu machen. Eine engere Zusammenarbeit kam jedoch nicht zustande. In Berlin verliebte sich Crowley in die 19-jährige Künstlerin Hanni Jaeger. Er nahm sie mit nach England und ließ seine Ehefrau Maria Theresa in Deutschland zurück, die 1930 in eine Nervenheilanstalt eingewiesen wurde.
Ende August 1930 verreiste er mit Jaeger nach Lissabon, wo er mit dem bekannten Dichter Fernando Pessoa zusammentraf. Nachdem sich Hanni von ihm getrennt hatte und nach Deutschland abgereist war, täuschte Crowley in der Nähe von Cascais, am Boca do Inferno unter Pessoas Mitwirkung eine Selbsttötung vor.
Bei einem Spaziergang Unter den Linden lernte Crowley am 3. August 1931 die 36-jährige Bertha Busch kennen, mit der er eine Beziehung einging. Er zog mit ihr zusammen und weihte sie zur großen Hure des Tieres 666. Als Crowley sie bei einem Streit öffentlich misshandelte, eilte ihr ein SA-Trupp zu Hilfe und verprügelte Crowley.

### Letzte Jahre in England (1932–1947)
1932 kehrte Crowley aus Deutschland nach England zurück, wo er bis zu seinem Tode blieb. Seine Gesundheit war durch den beständigen Drogenkonsum zerrüttet. Finanziell blieb er trotz seiner schriftstellerischen Betätigung auf die finanzielle Unterstützung seiner Schüler angewiesen. Dabei führte er ein reges gesellschaftliches Leben. 1934 verklagte er seine alte Freundin Nina Hamnett, die sich in ihren Memoiren unvorteilhaft über seine Abtei Thelema geäußert hatte. Das Gerichtsverfahren endete nach vier Tagen in einer Niederlage: Crowley wurde selbst zum Angeklagten, intime Einzelheiten über sein Privatleben wurden publik. Im Juli wurde er angeklagt, Briefe gestohlen und gehehlt zu haben, um sie im Prozess gegen Nina Hamnett zu verwenden. Er wurde zu zwei Jahren Freiheitsstrafe auf Bewährung verurteilt. 1935 erklärte man ihn für bankrott. 1937 lernte er Frieda Harris kennen, mit ihr entwickelte er das Tarotblatt „Thoth-Tarot“: Dabei bezogen sie sich auf Arbeiten Éliphas Lévis, der eine Verbindung zwischen Tarot und dem Baum des Lebens der hermetischen Kabbala hergestellt hatte. Während des Zweiten Weltkrieges verfasste Crowley unter dem Titel Liber OZ die thelemische „Erklärung der Menschenrechte“, die heute von allen O.T.O.-Gruppen vertreten wird. In seinen letzten Jahren lebte er außerhalb Londons, um vor den deutschen Luftangriffen sicher zu sein. Crowley starb am 1. Dezember 1947 in Hastings (Sussex) in der Pension Netherwoods mit 72 Jahren an Herzmuskelschwäche.

## Schaffen

### Magisches System
In seinem magischen System verband Crowley östliche und westliche Einflüsse. Seine kabbalistischen und magischen Schriften sind eine Mischung aus jüdisch-christlicher Kabbala in der Tradition des Golden Dawn mit seinem Buch des Gesetzes. Das Buch des Gesetzes möchte alle Religionen hinter sich lassen. Er erfand zahlreiche „tantrische“ Rituale und nannte sich in Anlehnung an die biblische Apokalypse in der Offenbarung des Johannes: „The Great Beast 666“. Das Ziel seiner Magie bestand in der Weiterentwicklung des Individuums, wobei er die Ansicht vertrat, das Selbst bringe erst das wahre Wesen des Menschen hervor. Gemäß seiner Theorie ist jeder Mann und jede Frau ein Stern, deren Lebenssinn darin bestehe, den Abyssus zu überqueren. Einer der zentralen Sätze seiner religiösen Anschauungen ist der Sinnspruch:

„Tu, was du willst, soll sein das ganze Gesetz. Liebe ist das Gesetz, Liebe unter Willen.“

Dabei legte Crowley Wert darauf, dass der Mensch zuerst erforschen müsse, worin dieser eigene Wille bestehe, um gewollt handeln zu können. Der Satz besagt nicht, wie von seinen Gegnern oft unterstellt: „Tue, worauf immer du Lust hast, ist das ganze Gesetz.“ Crowley behauptete, auf Geheiß einer imaginierten höheren Intelligenz, der mentalen weißen Bruderschaft, zu handeln und war Versammlungen gegenüber nicht zugetan. Er empfand sich als geistigen Führer der Menschheit. Über seine magischen Fähigkeiten, mit denen er keine Wunder vollbringen, aber geistige Krisen verursachen könne, äußerte er sich zwiespältig: „Mag sein, dass ich ein schwarzer Magier bin, aber auf jeden Fall bin ich ein verdammt guter Magier.“ Crowleys Erscheinung sei ehrfurchtgebietend oder furchterregend gewesen: Er trug sonderbare Kleidung und Ringe, eine Glatze, habe ein fettes, feminines Gesicht und einen starren, kalten Blick gehabt und soll einen süßlich-ekelerregenden Geruch abgesondert haben, der von einer Sex-Appeal-Salbe herrührte, mit der er sich mit der Absicht einzureiben pflegte, seine Anziehungskraft auf Frauen zu steigern. Crowley pflegte zwei seiner Zähne spitz zu feilen und Frauen den „Schlangenkuss“ zu geben, indem er sie ins Handgelenk biss. Bei verschiedenen Gelegenheiten defäkierte er auf die Teppiche der Salons oder Treppenhäuser seiner Freunde.
Crowley kreierte einige Wortneuschöpfungen, um sich von anderen esoterischen Lehren zu unterscheiden. Zum Beispiel grenzte er sich von der Bühnenmagie ab, indem er den esoterischen Bereich der Magie als Magick [ˈmeɪdʒik], anstelle von Magic, bezeichnete. Seine Philosophie soll auf gnostische und tantrische Quellen zurückgegriffen haben, auch wenn Crowley über keinerlei vertiefte Kenntnisse des indischen Tantra verfügte.

### Ich-Aufgabe
Crowley propagierte die Selbsteinweihung durch „Unbekannte Obere“, die das Ich zerstören, und lehrte, dass „das Dasein reinstes Vergnügen sein müsse“. Charakteristisch für seine Philosophie ist, dass das Ich oder das Bewusstsein als hinderlich angesehen wird. So wurde in der Abtei Thelema eine Übung praktiziert, bei der es nur dem Abtei-Oberhaupt erlaubt war, das Wort „Ich“ zu gebrauchen, während alle anderen stattdessen „man“ sagen mussten. Wer diese Regel brach, musste sich mit einem Rasiermesser für jedes ausgesprochene „Ich“ in den Arm schneiden. Diese Übung sollte nach Crowleys Philosophie nicht zur Unterdrückung des Ich beitragen, sondern dessen spirituelle Entwicklung bewirken. Der amerikanische Religionswissenschaftler Hugh Urban vergleicht Crowley mit dem französischen Sexualphilosophen Georges Bataille: Beide hätten in der Sexualität das machtvollste Instrument gesehen, die Begrenzungen der Ratio des Menschen und seines Ichs zu durchbrechen. Indem das denkende Bewusstsein im Exzess des Orgasmus, des Schmerzes und des Drogenrauschs ausgeschaltet werde, habe Crowley die Möglichkeit gesehen, für einen Moment Anteil am kosmischen „universellen Bewusstsein“ zu nehmen.

### Sexualmagie und rituelle Opfer
Crowley galt Sexualität als die wirksamste magische Methode, wobei er im Orgasmus die Triebkraft zur Umsetzung seiner magischen Ziele sah. Sein Thelema, bei dem alles willenskontrolliert stattfindet, kann jedoch kaum als Tantrismus aufgefasst werden. Die Eichel des Penis entspricht bei Crowley der Form des Gehirns. Wie alle sexualmagischen Gnostiker (Sperma-Gnostiker) sah Crowley das Zentrum des menschlich/göttlichen Schicksals im Sperma, dessen Verzehr zu magischen Zwecken als Lehre des achten Grades in Crowleys O.T.O. verankert ist. In den fortgeschrittenen Einweihungsstufen des O.T.O hat der Adept, um Macht oder Zugang in höhere geistige Sphären zu erlangen, etwa auf das Sigel eines Dämonen zu masturbieren oder über das Bild eines Phallus zu meditieren; im neunten Grad muss er nach vollzogenem Koitus Sexualsekrete und das eigene Sperma aus der Vagina seiner Partnerin saugen, im Mund behalten und anschließend auf ein Sigel schmieren. Im stark homosexuell ausgerichteten elften Grad spielen statt der Vaginalflüssigkeit Blut und Exkremente, die beim Analverkehr hervorgebracht werden, eine zentrale Rolle.
Als zentrale Figuren seiner Magick beschreibt Crowley neben dem „Master Therion“ bzw. dem „Tier 666“, mit dem er sich selbst bezeichnete, die „Frau in Scharlach“, eine Rolle, die mit wechselnden Personen besetzt wurde. Die kosmische Vereinigung der beiden wurde in obszöner Umdeutung von Offb 17,3-4  zu einem zentralen Element seiner Magie. In seinem 1929 erschienenen Buch Magick deutet er an, dass seine Details nur ausgewählten Adepten mündlich mitgeteilt würden, was die öffentliche Spekulation darüber anfeuerte. Stuckrad erkennt auch in diesen sexualmagischen Elementen Umdeutungen der christlich-prämillenaristischen Prägung aus Crowleys Kindheit.
Während der sexualmagischen Handlungen wurde unter anderem auch Tierblut getrunken. Crowleys Adeptinnen Mary Butts und Cecil Mailand wurden in der Abtei unter anderem Zeuginnen einer sexualmagischen Schaustellung, bei der die „Scharlachfrau“ Leah Hirsig angeblich mit einem Ziegenbock kopulierte. Unmittelbar nach dem Akt schnitt Crowley dem Tier die Kehle durch, worauf das Blut über Hirsigs Rücken strömte. Seine jeweiligen Geliebten setzte er mit der Vagina gleich, deren restlicher Körper nur der Verzierung diente. Er selbst identifizierte sich mit dem Phallus. Es ist umstritten, ob die zu Crowleys Betätigungsschwerpunkt gehörenden und bis zuletzt praktizierten sexualmagischen Akte – religiös motiviert oder nicht – einem biografisch angelegten pathologischen Sadomasochismus zuzuschreiben sind.
Ebenfalls umstritten ist, ob auch rituelle Gewalt gegen Kinder bei den Ritualen eine Rolle spielte: Nach Angaben des Beauftragten für Weltanschauungsfragen des evangelisch-lutherischen Kirchenkreises Göttingen/Hannover Ingolf Christiansen zählte auch sexueller Missbrauch von Kindern zu den von Crowley ausgeübten und empfohlenen sexualmagischen Praktiken. Als Beleg verweist er auf eine Stelle im dritten Teil von Crowleys Buch des Gesetzes, die die Opferung eines Kindes nahezulegen scheine: „Sacrifice cattle, little and big: after a child. But not now“. Diese Formulierung deutet Christiansen als Hinweis auf Menschenopfer. Nach anderer Ansicht ist damit männlicher Samen gemeint, der nicht zur Zeugung verwendet werde: Das Kind, das aus ihm hätte entstehen können, wird somit quasi geopfert.
Der amerikanische Religionswissenschaftler Hugh Urban interpretiert Crowleys sexualmagisches System als Versuch einer radikalen Abgrenzung von der als repressiv wahrgenommenen viktorianischen Sexualethik seiner Zeit: Statt einer Sexualnorm, die heterosexuell, genital und auf die Zeugung von Kindern ausgerichtet war, habe Crowley nicht-reproduktive Praktiken wie Anal- und Oralverkehr, Homosexualität und Masturbation propagiert. Indem er das Prinzip der Überschreitung ins Extrem getrieben habe und buchstäblich jedes vorstellbare gesellschaftliche, moralische oder sexuelle Tabu gebrochen habe, habe er das Ziel einer radikalen, „übermenschlichen“ Freiheit und Selbstbestätigung bis hin zur Selbstvergöttlichung im Auge gehabt. Mit Blick auf das heute herrschende Ideal der Selbstverwirklichung sei Crowley „seiner Zeit voraus“ gewesen.

### Erstausgaben, Handschriften und Veröffentlichungen
Sein ererbtes Privatvermögen nutzte Crowley unter anderem, um seine Gedichte in aufwändigen Ausgaben drucken zu lassen. Seine literarischen Arbeiten fanden allerdings bei der Kritik keinen nennenswerten Widerhall. 1928 wurden Israel Regardie und Gerald Joseph Yorke Crowleys Schüler. Yorke sammelte eine große Anzahl crowleyscher Erstausgaben, Handschriften und Dokumente und schenkte diese Sammlung später der Bibliothek Warburg, die sie bis heute verwahrt. 1929 fand er nach langer Suche in Percy Reginald Stephensen vom Kleinverlag Mandrake einen Verleger, der ihm vertraute. Stephensen schrieb eine Apologie über ihn und publizierte auf Crowleys Kosten verschiedene seiner Werke, darunter den Roman Moonchild, die ersten beiden Bände seiner Confessions und sein wichtigstes Werk Magick: In Theory and in Practice. Beinahe alle Veröffentlichungen Crowleys sind von einem ironischen Unterton durchzogen. Seine Aussagen sind entweder oft sadistisch oder schlichtweg lächerlich, etwa wenn er wirr zwecks Entlarvung von Jack the Ripper als viktorianische Verfasserin Helena Blavatsky angibt.
Crowleys Ruf war so schlecht, dass es seinem Verleger schwerfiel, andere Autoren für seinen Verlag zu gewinnen. Einige Buchhändler weigerten sich, seine Bücher ins Sortiment aufzunehmen, weil sie Crowleys dämonisches Selbstporträt als Titelbild und der wie ein Penis und Hoden gestaltete Buchstabe „A“ seiner überdimensionalen Signatur abstieß.

### Pseudonyme
Zahlreiche Schriften Crowleys erschienen pseudonym, teils, um Crowleys Autorschaft zu verschleiern, teils um in der von Crowley herausgegebenen Zeitschrift The Equinox die Zahl der beteiligten Autoren scheinbar zu vergrößern. Es sind mindestens 150 von Crowley verwendete Pseudonyme bekannt.

## Rezeption

### Kontroversen

#### Crowley und der Satanismus
Ob Crowleys sexualmagisch aufgeladener Okkultismus als Satanismus bezeichnet werden kann, ist unter Wissenschaftlern umstritten. Crowley selbst lehnte die Bezeichnung für sich ab, da er Satan weder verehre noch das christliche Konzept seiner realen Existenz akzeptiere. Crowley wurde wegen seiner sexuellen Neigungen wiederholt als Satanist angeführt, während er selbst die Sache differenzierter sah. Er erkannte zwar die Polarität zwischen Gott und Teufel, sah sich aber außerstande, sie nur in eine Richtung aufzulösen, und kokettierte mit Klischees und Vorstellungen, die mit Satan und dem Antichrist assoziiert werden. Dazu kam die Selbststilisierung als „To Mega Therion“, „Das Große Tier 666“ aus der Johannesoffenbarung. Der Religionswissenschaftler Marco Pasi hält es für ein weit verbreites Missverständnis, Crowley in den Satanismus einzuordnen, da Satan als symbolische Figur in seinen Schriften nur eine untergeordnete Rolle spiele und es ihm auch nicht einfach nur um eine Umkehrung des Christentums gegangen sei. Nach dem Religionswissenschaftler Gerald Willms sind es vor allem die Weltanschauungsbeauftragten der Evangelischen Kirche Deutschlands, die Crowley als Prototyp eines Satanisten ansehen, wozu seine Selbststilisierung als Antichrist, seine Mitgliedschaft in verschiedenen Okkultorden und seine Ausschweifungen beitrugen. Auch nach Ansicht des Religionswissenschaftlers Kocku von Stuckrad wird der seines Erachtens irrige Vorwurf, Crowley hätte „'satanistische' Praktiken jenseits des Christentums“ ausgeübt, meist von christlich-theologischer Seite erhoben.
Einzelne Stimmen wie der katholische Theologe Josef Dvorak und die Autoren des Internationalen Freimaurerlexikons sehen dagegen Crowley als Begründer des modernen Satanismus. Für den Sachbuchautor Karl R. H. Frick ist er dessen „Ahnherr“ und ein praktizierender Satanist. Der Kulturhistoriker Norbert Borrmann charakterisiert Crowley als bekannten Satanisten um die Wende vom 19. zum 20. Jahrhundert. Der Literaturwissenschaftler Peter Paul Schnierer vergleicht Crowleys Lehren mit denen Anton Szandor LaVeys (1930–1997), des Begründers des modernen Satanismus. Beiden Satanismen sei gemeinsam, dass sie „banalisiertes Übermenschentum mit blasphemischer Inversion des Christentums verbinden“; dazu würden sie sich in ihren Schriften an nicht-satanistische, radikal individualistische Werke anlehnen.
Nach Ansicht des Religionswissenschaftlers Joachim Schmidt ist Crowleys Mystik jedoch nicht als Satansmystik im Sinne einer Umkehrung der christlichen Mystik anzusehen. Da er auf östliche Formen der Mystik zurückgegriffen habe, habe er keine ungebrochene satanische Lehre entwickeln können. Crowleys Verhältnis zum Satanismus sei so kompliziert, dass eine definitive Stellungnahme unmöglich ist. Sein Versuch, den von ihm vertretenen radikalen Individualismus zum religiösen Prinzip zu erheben und das „Tue, was du willst“ als universelles Gesetz zu proklamieren, sei mit dem Satanismus durchaus vereinbar. Vieles von dem, was er schrieb und sagte, lasse sich zwar ohne weiteres als Satanismus deuten, doch Crowley habe stets eine eindeutige Stellungnahme vermieden.

#### Crowley und der Nationalsozialismus
Von verschiedenen Autoren ist eine Nähe von Crowleys Weltanschauung zum Nationalsozialismus vermutet worden. Nach Josef Dvorak war Crowley etwa selbst davon überzeugt, dass er mit Adolf Hitler vieles gemeinsam hatte und dieser ein Vollstrecker seiner „Force-and-fire“-Religion sei. Seine Überzeugungen notierte er zwischen 1942 und 1944 als Randbemerkungen in sein Exemplar der Gespräche mit Hitler, einer Geschichtsfälschung Hermann Rauschnings, in denen er auf die Entsprechungen zwischen Hitlers Ideen und Vorstellungen und seinen eigenen Glaubensbekenntnissen und rätselhaften Verkündigungen aus seinem Buch des Gesetzes (Liber Legis) hinwies. Dabei strich er die Textpassagen an, in denen Rauschning beschreibt, wie Hitler von einer „neuen Weltordnung“ oder dem Zusammenbruch des alten Wertesystems gesprochen haben soll. Die deutsche Crowley-Anhängerin Martha Küntzel war fest davon überzeugt, dass Hitler den Lehren Crowleys folgte, und wurde zu einer glühenden Nationalsozialistin. Derlei Spekulationen wurden in den Büchern des englischen Thriller-Autors Gerald Suster über „Nazi-Mysterien“ bis zu gegenwärtigen Okkultisten transportiert: Suster hält die beiden Weltkriege und die autoritären Regimes des 20. Jahrhunderts für Manifestationen des von Crowleys Schutzgeist Aiwass ausgerufenen Neuen Äons. In einem Brief vom 29. Oktober 1949 an Julius Evola vertrat René Guénon die Ansicht, Crowley habe mit seinem in Portugal vorgetäuschten Suizid insgeheim die Absicht verfolgt, im Anschluss die Rolle des „okkulten“ Beraters Hitlers spielen zu können. René Freund sieht zwar ebenfalls Parallelen in der Ablehnung von Moral, der Bejahung von Gewalt und dem absoluten Vorrang des Willens, die man in Äußerungen sowohl Crowleys als auch Hitlers finde. Gleichwohl dürfe man Crowley nicht für einen Ideenlieferanten Hitlers halten, und es sei auch verkehrt, seine Texte programmatisch zu verstehen. Die Nationalsozialisten sahen keine solche Nähe: Der O.T.O. wurde am 20. Juli 1937 per Runderlass Reinhard Heydrichs aufgelöst. Marco Pasi veröffentlichte Briefe Crowleys an Karl Germer. In einem davon schrieb Crowley 1938, „dass Hitler Sklaven züchten würde“ und „seine Welt auf eine falsche Einheit des Staates beruht“. In einem anderen Brief bezeichnete er Hitler „als einen mehr oder weniger inspirierten Irren, […] der es Zustande bringt Massenhysterie hervorzurufen“. Auch auf Martha Küntzel reagierte er, indem er ihr schrieb: „Allgemein stehen die Deutschen so tief unter den Juden, wie die Affen unter den Menschen“.

### Im Okkultismus
Crowley ist eine der wichtigsten und einflussreichsten Figuren in der Geschichte des englischen Okkultismus. Zeitgenössische neue religiöse Bewegungen werden stark von seinen magischen und neopaganen Ideen beeinflusst. Aufgrund seiner oft mehrdeutigen Sprache ist die Rezeption nicht einheitlich. Keine der sich auf ihn beziehenden Gruppen oder Personen kann eine höhere Autorität über das Werk Crowleys für sich beanspruchen als die anderen. Zu den Thelemiten werden neben den vormals von Crowley geleiteten Gruppen auch einige selbsternannte Nachfolger wie Michael D. Eschner und unabhängig entstandene Orden und ihre Ableger gezählt, die von Crowley lediglich beeinflusst wurden, wie etwa der Ordo Saturni, der sich vehement dagegen verwahrt, mit Satanismus in Verbindung gebracht zu werden.

#### Verschiedene O.T.O.-Nachfolgeorganisationen und Esoterik-Orden
Alle heute existierenden O.T.O.-Nachfolgeorganisationen orientieren sich ideologisch stark an Crowleys Schrifttum. Der amerikanische Caliphats-O.T.O., der sich die Rechte an Crowleys Thot-Tarot sicherte, ist die bedeutendste Gruppe. In Deutschland zählen zum Crowley beeinflussten Umfeld des O.T.O. auch die Gnostisch-Katholische Kirche („Ecclesia Gnostica Catholica“), die drei sogenannten Saturnlogen und zwei kleinere O.T.O.-Gruppen mit zirka hundert Mitgliedern. Eine in der Tradition Crowleys stehende deutsche Einzelgruppierung ist die 1982 gegründete Thelema Society, deren Gründer sich als Reinkarnation Crowleys ausgab.
Von der von dem Philosophie-Dozenten Jean Brayton und seiner Frau Georgina gegründeten Solar Lodge des kalifornischen O.T.O. wurden in den höheren Graden ähnliche Rituale zelebriert wie in den 1920er Jahren in der Abtei Thelema auf Sizilien. Der kalifornische O.T.O. hat sich von Braytons Solar Lodge distanziert.
1975 erschien das Book of Perfection, in dem politische Konzepte des O.T.O. erwogen werden. Die Formulierungen basieren auf Crowleys thelemischer „Erklärung der Menschenrechte“, dem Liber OZ. Neben abschließenden Offenbarungen von Crowleys Schutzgeist Aiwass wird darin unter dem gemeinsamen Erkennungszeichen eines goldenen Pentagramms zum heiligen Krieg gegen die Christenheit aufgerufen. Der Sieg wurde für 1980 prophezeit und sollte zur Gründung eines von Initiierten geleiteten Ordensstaates mit einer Zweiklassengesellschaft führen.
Mehrere in jüngerer Zeit entstandene Orden, wie der Orden von Thelema, Astrum Purpura und der Ordo Templi Baphometis, berufen sich auf Crowley.

#### Wicca
Die neureligiöse Bewegung Wicca wurde vom Gedankengut Crowleys beeinflusst. Der Wicca-Gründer Gerald Brousseau Gardner war Mitglied im O.T.O. und Crowley erlaubte ihm, eine eigene O.T.O.-Loge zu gründen. 1943 wurde er von Gardner gegen Bezahlung beauftragt, für ihn ein Buch über magische Rituale zu schreiben. Crowley schrieb daraufhin das Buch der Schatten (The Book of Shadows). Es wurde der Grundstein der Wicca-Religion und enthielt deren liturgische Rituale und Texte. Viele Thelemiten wurden daraufhin zugleich Mitglieder in Wicca-Zirkeln.

#### Satanistische Gemeinschaften
Die explizit satanistischen Gemeinschaften wie die von Anton Szandor LaVey gegründete First Church of Satan und der Temple of Set erkennen Crowley als geistigen Wegbereiter des Satanismus und ihrer Lehrinhalte an, sehen jedoch sein Buch des Gesetzes (Liber Al vel Legis) nicht als verbindliche heilige Grundlage an. Das von Crowley ausgerufene neue Zeitalter, das Äon des Horus, erklären beide Gruppen für beendet. Laut der Church of Satan wurde es 1966 vom Äon of Satan abgelöst. Der Temple of Set spricht stattdessen vom beginnenden Äon des Seth. Aus dem von Crowley bis zu seinem Tod geleiteten O.T.O. entwickelten sich in den USA einige Ableger, die sich als satanistisch betrachten oder verstanden.

### In der Popkultur

#### Postume Popularität
Durch den kulturellen Wandel in den 1960er Jahren wurden durch die 68er-Bewegung, die Beatniks und die Hippie-Bewegung psychedelische Drogen, freie Liebe und spirituelle Themen populär. In dieser Aufbruchsstimmung wurden die teilweise sexuell aufgeladenen magischen Werke Crowleys wiederentdeckt und in vielen Ländern neu verlegt, was in den 1970er Jahren zu seiner postumen Popularität beitrug. Sein Einfluss ist auch in der esoterischen und zum Teil in der New-Age-Bewegung erkennbar. Seine Lehre und die im Buch des Gesetzes dargelegte thelemische Philosophie verließ den engen Rahmen okkultistischer Gruppen, erreichte jedoch nie die von ihm erhoffte Verbreitung. Einige Künstler berufen sich auf Crowley, um damit dem Modetrend einer Minderheit zu folgen, zu provozieren oder aus spirituellen Gründen. 2002 erzielte Crowley in einer von der BBC durchgeführten Umfrage auf einer Liste der einflussreichsten Briten Platz 73.

#### Musik

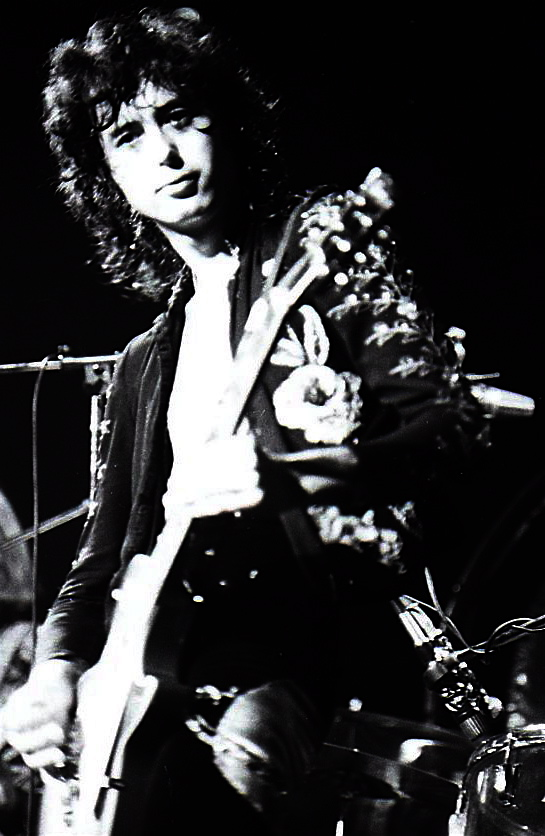
Jimmy Page pflegte lange Zeit ein großes Interesse an Aleister Crowley

Die Beatles bildeten auf der Vorderseite des Covers ihrer LP Sgt. Pepper’s Lonely Hearts Club Band 1967 neben vielen Prominenten auch Aleister Crowley ab.
Von Bands wie Black Sabbath oder Led Zeppelin ist bekannt, dass sich zumindest einige Mitglieder mit seinen Schriften beschäftigten. Der Gitarrist von Led Zeppelin, Jimmy Page, erwarb und restaurierte Crowleys Anwesen Boleskine in Schottland, in welchem Crowley zu Beginn des Jahrhunderts seine Beschwörungen ausführte. Page gilt als wichtigster Sammler von Crowley-Artefakten und eröffnete die okkultistische Buchhandlung „The Equinox“ in London. Bob Gulla zufolge habe Page während seiner Konzerte Crowley-Rituale zelebriert und viele Fachleute seien der Ansicht, die Musik von Led Zeppelin sei „gesättigt mit Crowleys satanischen Lehren“. Der Theologe Sebastian Berndt widerspricht dieser Einschätzung, begrenzt den Bezug auf das „eindeutig“ vorhandene Interesse Pages. Dabei sei nicht zu erschließen „[w]ie tief dieses Interesse ging“. Ozzy Osbourne veröffentlichte auf seinem ersten Soloalbum Blizzard of Ozz das Stück Mr. Crowley. Die Crowley-Rezeption Osbournes war nicht sonderlich tiefgehend und seine im Song ausgedrückte Haltung gegenüber Crowley war eher kritisch.
Für Bands wie Iron Maiden, Venom, Reds, Witchfynde, Blood and Roses oder Killing Joke sind Bezugnahmen auf crowleyanisches Gedankengut ein provokantes Stilmittel. Weitere Crowley-Anleihen sind in der Metal-Szene zwar vielfach vorhanden, allerdings zumeist nur „oberflächlich“. Solche Anleihen, die über die Rezeption Crowleys hinaus spielerisch Satanismus und Okkultismus in unterschiedlichen Facetten aufgreifen werden von der Szene als Image, Ablehnung des Christentums sowie Ausdruck eines aufgeklärten Atheismus genutzt.
Weniger bekannt sind sich aus Thelemiten zusammensetzende Bands wie Sol Invictus, Fire + Ice, Current 93 und Thelema. Der Musiker Graham Bond gab sich als außerehelicher Sohn Crowleys aus und ließ sich von dessen Werken zu seiner späteren Musik inspirieren.

#### Film
Der US-amerikanische Underground-Filmemacher Kenneth Anger reiste nach Cefalù, um die erotisch-magischen Fresken Crowleys zu retten, und schöpfte viele Inspirationen für seine Filme aus dessen Werken. Insbesondere der 1954 fertiggestellte Film Inauguration of the Pleasure Dome, welcher zwölf Jahre später neu geschnitten wurde, gilt als filmische Umsetzung der Visionen Crowleys. In dem Film spielte Marjorie Cameron die Rollen der Scarlet Woman und der Kali; sie war mit Crowleys Schüler John W. Parsons bekannt, welchen sie nach dessen Babalon Working (ausgeführt 1947) kennenlernte. Angers Kurzfilm The Man We Want To Hang von 2002 besteht aus etlichen von Crowleys Gemälden. Ein Teil der Filmmusik zu Angers Film Lucifer Rising wurde von Jimmy Page komponiert, während die komplette musikalische Fassung von Bobby Beausoleil, einem Mitglied der berüchtigten „Family“-Kommune Charles Mansons, geschrieben wurde. 2008 entstand der Film Chemical Wedding nach einer Vorlage von Bruce Dickinson (Sänger von Iron Maiden) und Julian Doyle, in dem Simon Callow in einer Doppelrolle als Aleister Crowley und als Professor Oliver Haddo auftritt, in welchem sich Crowleys Geist durch einen Computerunfall manifestiert.

### Belletristik
Crowleys großer Einfluss auf die Literatur wird häufig übersehen. Der Literaturwissenschaftler Uwe Schütte nennt Crowley im Zusammenhang mit seinen Kriminal- und Horrorgeschichten „einen entfernten Verwandten von H. P. Lovecraft“. Über die Geschichte The Testament of Magdalen Blair von 1913 befindet er etwa, „dass die Erzählung in jede einschlägige Anthologie gehört“. James Harvey veröffentlichte 1967 eine fiktionale Autobiographie Crowleys unter dem Titel Memoirs of Aleister Crowley, in der er ihn als eine Neuauflage des Marquis de Sade auftreten lässt. Ebenfalls taucht er in den Werken von H. R. Wakefield, M. R. James, Dion Fortune und Manly Wade Wellman auf.
Der Schriftsteller William Somerset Maugham schildert in seinem 1908 erschienenen Roman The Magician (deutsche Übersetzung: Der Magier) einen Magier namens Oliver Haddo (ein Synonym für Crowley), welcher in einem Haus namens Skene (abgeleitet von Boleskine) wohnt. Diese Figur basiert auf Maughams Begegnungen mit Crowley in Paris. Das Buch diente 1926 dem Regisseur Rex Ingram als Vorlage für den Stummfilm Der Magier, in dem der Golem-Darsteller Paul Wegener als jungfrauenschlachtender Schwarzmagier auftritt.
Der britische Schriftsteller Ian Fleming lehnte seine Schurken-Figur Le Chiffre als ersten perfiden Gegenspieler von James Bond im Roman Casino Royale an Crowley an. In der 1975 erschienenen Illuminatus!-Trilogie verarbeiteten die Autoren Robert Anton Wilson und Robert Shea satirisch Versatzstücke von Crowleys esoterischem Wirken. Wilson ließ Crowley selbst als eine der Hauptfiguren im Folgeroman Die Masken der Illuminaten auftreten. 2013 erschien der Roman (Gehorche mir und) Tu was du willst von Andreas Galk, in dem eine Sekte Jugendliche für ihre Zwecke zu rekrutieren versucht. Diese Sekte bezieht sich im Wesentlichen auf Crowleys Kernaussagen. Allerdings lässt Schriftsteller Andreas Galk die Person Crowley in seinem Roman unter dem Namen Aleister Carvey auftreten.

## Werke
Die von Crowley verfassten esoterischen und literarischen Werke und deren Ausgaben sind zahlreich. Zu einer ausführlichen Aufstellung der als Monographien gedruckten Werke, des Inhalts des Equinox und des Systems der Libri siehe die Liste der Werke von Aleister Crowley. Untenstehend die Hauptwerke in alphabetischer Folge mit aktuellen deutschen Übersetzungen:
- Book 4. Deutsch: Buch 4. Ed. Geheimes Wissen, Graz 2013, ISBN 978-3-902974-04-4.
- The Book of Lies. Deutsch: Das Buch der Lügen, welches auch fälschlicherweise genannt wird Unterbrechungen … Stein der Weisen / Bohmeier, Bergen a.d. Dumme 1986, ISBN 3-89094-107-9.
- The Book of Thoth. Deutsch: Das Buch Thoth. Eine kurze Abhandlung über den Tarot der Ägypter. Equinox Band III Nr. V. Übers. von Klaus Lemur-Esser. 6. Auflage. Urania, Sauerlach 1989, ISBN 3-908644-73-9.
- The Confessions of Aleister Crowley. Deutsch: Confessions. Die Bekenntnisse des Aleister Crowley. Eine Autohagiographie. 2 Bände Stein der Weisen / Bohmeier, Bergen a.d. Dumme 1986, ISBN 978-3-89094-103-5
- Diary of a Drug Fiend. Deutsch: Tagebuch eines Narren. Übersetzt von Volker Grassmuck. Scopio, Radolfzell 2013, ISBN 978-3-937355-58-0.
- Eight Lectures On Yoga. Deutsch: Über Yoga : 8 Vorlesungen. Übers. von Ralph Tegtmeier. Droemer Knaur, München 1989, ISBN 3-426-03969-9.
- The Holy Books of Thelema. Deutsch: Die heiligen Bücher von Thelema. Stein d. Weisen, Verlag Kersken-Canbaz, Berlin 1983, ISBN 3-89094-012-9.
- Liber 777. Deutsch: Liber 777 : die Zahlen des Meisters. Übers. von Tom Eichler. Phänomen, Lüchow 2001, ISBN 3-933321-39-5.
- Liber AL vel Legis. Deutsch: Liber AL vel legis. Phänomen-Verlag, Hamburg 2012(?), ISBN 978-3-933321-48-0.
- Magick in Theory and Practise. Deutsch: Magick in Theorie und Praxis. Übers. von Ralf Löffler. 3. Auflage. Phänomen-Verlag-Gitta-Peyn, Schnega 1996, ISBN 3-89499-008-2.
- Magick Without Tears. Deutsch: Magie mit/ohne Tränen. Kersken-Canbaz, Bergen an der Dumme ca. 1993. Band 1: ISBN 3-89423-076-2. Band 2: ISBN 3-89423-077-0.
- Moonchild. Deutsch: Moonchild. Übers. von Ralf Löffler. Phänomen-Verlag, Lüchow 1999, ISBN 3-933321-18-2.
- The Vision & the Voice. Deutsch: Die Vision und die Stimme. Liber XXX aerum vel saeculi CCCCXVIII. Übers. und kommentiert von Marcus M. Jungkurth. Kersken-Canbaz, Bergen a.d. Dumme 1986, ISBN 3-89423-004-5.